# Osho
Osho (11 tháng 12 năm 1931 – 19 tháng 1 năm 1990) tên thật là Chandra Mohan Jain (tiếng Hindi: चन्द्र मोहन जैन), còn được gọi là Acharya Rajneesh từ những năm 1960 trở đi, sau đó ông tự gọi mình là Bhagwan Shree Rajneesh trong thập niên 1970 và 1980, rồi cuối cùng lấy tên Osho năm 1989, là một nhà huyền môn, bậc thầy tâm linh người Ấn Độ, và lãnh đạo của phong trào Rajneesh. Trong suốt cuộc đời của mình, ông được xem như là một vị thầy huyền bí, guru và bậc thầy tâm linh. Trong những năm 1960, ông đã đi khắp Ấn Độ như một diễn giả công cộng và là nhà phê bình thẳng thắn đối với chủ nghĩa xã hội, Mahatma Gandhi, và đạo Hindu chính thống. Ông cũng chủ trương một thái độ cởi mở hơn với tình dục, và vì thế mà ông có biệt danh là đạo sư tình dục ở Ấn Độ và sau này là trên báo chí quốc tế, tuy vậy càng ngày thái độ cởi mở này càng được xã hội chấp nhận.
Năm 1970, Osho dành thời gian ở Mumbai để truyền dạy cho các môn đồ được gọi là "neo-sannyasin". Trong giai đoạn này, ông mở rộng các giáo lý tâm linh của mình và thông qua các bài diễn thuyết, ông đã đưa ra một cái nhìn độc đáo về các tác phẩm của các truyền thống tôn giáo, nhà huyền môn, và các triết gia từ khắp nơi trên thế giới. Năm 1974, Osho đến Pune, lập ra một tổ chức và các ashram để cung cấp nhiều "công cụ chuyển đổi tâm linh" cho cả du khách Ấn Độ và quốc tế. Vào cuối những năm 1970, căng thẳng giữa chính phủ Đảng Janata cầm quyền của Morarji Desai và phong trào đã dẫn đến việc hạn chế sự phát triển của phong trào.
Trong năm 1981, Osho chuyển sang định cư ở Hoa Kỳ và các đệ tử của ông đã thành lập một cộng đồng quốc tế ở đây, với tên là Rajneeshpuram, thuộc bang Oregon. Gần như ngay lập tức phong trào đã xung đột với cư dân bản địa và chính phủ Hoa Kỳ, dẫn đến một loạt các cuộc chiến pháp lý liên quan đến việc xây dựng ashram và tiếp tục ngăn trở phong trào. Năm 1985, sau cuộc điều tra các tội ác nghiêm trọng bao gồm cuộc tấn công khủng bố năm 1964, và âm mưu ám sát Charles H. Turner, Osho cáo buộc rằng thư ký riêng của ông Ma Anand Sheela và những người ủng hộ thân cận của Sheela phải chịu trách nhiệm. Ông bị trục xuất khỏi Hoa Kỳ theo một thỏa thuận Alford với tòa án.
Một phần dưới áp lực ngoại giao của Hoa Kỳ, 21 quốc gia từ chối cho ông nhập cảnh, và cuối cùng ông quay trở lại Ấn Độ, phát triển lại ashram ở Pune. Osho qua đời tại đây vào năm 1990. Ashram của ông ngày nay được biết đến như là Khu nghỉ mát Thiền Quốc tế Osho (Osho International Meditation Resort).
Những thuyết giảng có tính tổng hợp và điều hòa các tôn giáo khác nhau của Osho nhấn mạnh tới tầm quan trọng của thiền, việc tự nhận biết, tình yêu, sự sáng tạo và hài hước - những phẩm chất được Osho xem như bị kìm nén do sự tuân thủ các hệ thống niềm tin cứng nhắc, truyền thống tôn giáo và xã hội hóa. Tư tưởng của ông đã có một tác động đáng kể đến phong trào New Age ở phương Tây, và sự nổi tiếng của các tư tưởng Osho đã tăng lên rõ rệt từ khi ông qua đời.

## Tiểu sử

### Thời thơ ấu và niên thiếu: 1931-1950
Osho được sinh ra tại nhà ông bà ngoại ở Kuchwada, một ngôi làng nhỏ thuộc quận Raisen của bang Madhya Pradesh ở Ấn Độ, và là con cả trong số mười một người con của một gia đình kinh doanh vải vóc. Bố mẹ ông theo đạo Taranpanthi – đây là một nhánh của đạo Gia-na (Jainism) một tôn giáo cổ của người Ấn. Osho sống chung với ông bà ngoại cho đến khi bảy tuổi, theo lời kể của chính ông thì việc sống chung này tạo ra ảnh hưởng lớn đến sự phát triển của mình, bởi vì ông bà cho Osho sự tự do tối đa, không phải chịu giáo dục áp đặt hoặc hạn chế.
Lúc bảy tuổi, ông ngoại của ông, người mà Osho kính yêu qua đời, sau đó ông đã đi đến Gadarwara để sống với cha mẹ. Ông đã bị ảnh hưởng sâu sắc bởi cái chết của ông ngoại, và một lần nữa bởi cái chết của người anh em họ Shashi do mắc bệnh thương hàn, điều đó dẫn đến một sự lo lắng bất thường về cái chết kéo dài trong suốt phần lớn thời thơ ấu và thanh niên. Còn trong lớp học ông là một học sinh nổi loạn, nhưng có nhiều năng khiếu, đặc biệt là khả năng tranh luận. Rajneesh trở thành một người theo chủ nghĩa chống duy tâm, quan tâm đến việc thôi miên và có những liên kết với chủ nghĩa xã hội và hai tổ chức quốc gia Ấn Độ: quân đội quốc gia Ấn Độ và Rashtriya Swayamsevak Sangh. Tuy nhiên, việc tham gia các tổ chức này của ông khá ngắn ngủi vì ông không thể chịu đựng được bất kỳ kỷ luật, hệ tư tưởng hoặc hệ thống từ bên ngoài.

### Học đại học và diễn giả trước công chúng: 1951–1970
Năm 1951, ở tuổi 19, Osho bắt đầu học tại trường Hitkarini College ở Jabalpur. Khi được yêu cầu phải rời trường do xung đột với thầy giáo, ông chuyển đến trường Cao đẳng D. N. Jain, cũng tại Jabalpur. Sau khi cho thấy mình là một người giỏi tranh cãi, Osho đã được miễn phải theo học các lớp cao đẳng tại trường Cao đẳng D.N.Jain ngoại trừ phải tham dự các kỳ kiểm tra và sử dụng thời gian rảnh rỗi để làm việc trong vài tháng với tư cách là trợ lý biên tập tại một tờ báo địa phương. Ông bắt đầu diễn thuyết trước đám đông tại buổi Sarva Dharma Sammelan (gặp gỡ tất cả các tôn giáo) tổ chức tại Jabalpur, do cộng đồng Taranpanthi Jain tổ chức, và tham gia cuộc nói chuyện và diễn thuyết này từ năm 1951 đến năm 1968. Ông đã chống lại áp lực của cha mẹ yêu cầu ông kết hôn. Osho sau đó nói rằng ông đã giác ngộ vào ngày 21 tháng 3 năm 1953, khi ông 21 tuổi, khi trải qua một kinh nghiệm huyền bí khi ngồi dưới gốc cây trong vườn Bhanvartal ở Jabalpur.
Tốt nghiệp cử nhân triết học tại D. N. Jain College năm1955, ông vào Đại học Sagar, và năm 1957 Osho đã nhận được bằng Thạc sỹ về Triết học (với bằng xuất sắc). Ngay lập tức ông đảm nhiệm vị trí giảng dạy tại Đại học Raipur Sanskrit, nhưng Phó Hiệu trưởng trường này nhanh chóng yêu cầu ông chuyển trường vì Osho được coi là một mối nguy hiểm đối với đạo đức, nhân cách và tôn giáo của sinh viên. Từ năm 1958, ông làm giảng viên Triết học tại Đại học Jabalpur, được phong Giáo sư năm 1960. Là một giảng viên nổi tiếng, ông được các đồng nghiệp thừa nhận là một người thông minh vượt trội, người có thể vượt qua những thiếu sót trong chương trình giáo dục ở vùng quê.
Song song với giảng dạy tại trường Đại học, Osho đã đi vòng quanh Ấn Độ với cái tên Acharya Rajneesh (Acharya nghĩa là thầy giáo/giáo sư; Rajneesh là một biệt danh ông đã có từ hồi nhỏ), thuyết giảng các bài chỉ trích chủ nghĩa xã hội, Gandhi và các tôn giáo có tổ chức. Ông nói rằng chủ nghĩa xã hội chỉ có thể xã hội hóa được sự nghèo đói, và ông mô tả Gandhi là một nhà cách mạng thích bạo lực tôn thờ sự nghèo đói. Để thoát khỏi sự thụt lùi đó ông cho rằng Ấn Độ cần chủ nghĩa tư bản, khoa học, công nghệ hiện đại và kiểm soát sinh sản. Ông đã chỉ trích các tôn giáo chính thống của Ấn Độ là đã chết, chỉ gồm các nghi thức rỗng tuếch, áp bức những tín đồ bằng nỗi sợ hãi sự hứa hẹn được ban phúc. Những tuyên bố như vậy khiến ông thành người gây nhiều tranh cãi, nhưng cũng đem lại cho ông một lượng tín đồ trung thành bao gồm một số thương nhân và doanh nhân giàu có. Những doanh nhân tìm kiếm sự tư vấn cá nhân của Osho về phát triển tâm linh và cuộc sống hàng ngày của họ, đổi lại họ đóng góp bằng tiền - việc khá phổ biến ở Ấn Độ - và việc diễn thuyết của Osho đã phát triển nhanh chóng. Từ năm 1962, ông khởi xướng các trại thiền định từ 3 đến 10 ngày, và các trung tâm thiền định đầu tiên (Jivan Jagruti Kendra) bắt đầu xuất hiện xung quanh những lớp giảng dạy, sau đó được gọi là Phong trào Thức tỉnh Cuộc sống (Jivan Jagruti Andolan). Sau một chuyến lưu diễn và thuyết giảng gây tranh cãi năm 1966, ông đã từ chức giáo sư của mình theo yêu cầu của trường đại học.
Trong một loạt bài giảng năm 1968, sau này xuất bản dưới tiêu đề Từ tình dục đến siêu tâm thức, Osho đã gây scandal cho các nhà lãnh đạo Ấn Độ giáo khi kêu gọi cần chấp nhận tình dục một cách tự do hơn nữa, và sau đó ông được báo giới Ấn Độ mệnh danh là "đạo sư tình dục". Vào năm 1969, khi được mời đến phát biểu tại Hội nghị Hindu thế giới lần thứ hai, mặc dù có một số nhà lãnh đạo Ấn Độ giáo phản đối, ông đã sử dụng cơ hội phát biểu để tiếp tục gây tranh cãi lần nữa, với tuyên bố rằng "bất kỳ tôn giáo nào mà coi cuộc sống vô nghĩa và đầy đau khổ, chỉ biết dạy cách hận thù cuộc sống, đều không phải là một tôn giáo thực sự. Tôn giáo là một nghệ thuật dạy cách làm thế nào để tận hưởng cuộc sống." Ông tập trung phê phán các thầy tu là những người ích kỷ, làm shankaracharya của Puri phát khùng, chạy lên tìm cách ngăn trở Osho tiếp tục diễn thuyết nhưng vô hiệu.

### Mumbai: 1970–1974
Tại một sự kiện thiền trước công chúng vào mùa xuân năm 1970, Osho trình bày phương pháp Thiền động của mình lần đầu tiên. Ông rời Jabalpur đến Mumbai vào cuối tháng 6. Vào ngày 26 tháng 9 năm 1970, ông đã khởi xướng một nhóm đệ tử (neo-sannyasin) đầu tiên của mình. Trở thành một đệ tử của Osho có nghĩa là lấy một cái tên mới và mặc bộ áo màu cam truyền thống của các giáo sĩ khổ tu của Ẩn Độ giáo, bao gồm một mala (vòng cổ đính cườm) xâu móc kèm với một ảnh của Osho. Tuy nhiên, các sannyasin đã được khuyến khích sống kiểu ăn mừng chứ không phải khổ hạnh. Bản thân Osho cũng không coi mình là người được thờ phượng mà chỉ được coi như một chất xúc tác, "một mặt trời khuyến khích hoa nở".
Lúc đó Osho đã một thư ký tên là Laxmi Thakarsi Kuruwa, và trở thành đệ tử đầu tiên của ông, lấy tên mới là Ma Yoga Laxmi. Laxmi là con gái của một trong những người theo ông sớm nhất, một người giàu có theo đạo Jaina từng là người ủng hộ chính của Đại hội Đảng toàn quốc trong cuộc đấu tranh cho Phong trào độc lập Ấn Độ, với các liên hệ chặt chẽ với Gandhi, Nehru và Morarji Desai. Laxmi quyên góp tiền bạc để Osho có thể ngừng các chuyến diễn thuyết của mình và định cư ở một chỗ. Vào tháng 12 năm 1970, Osho chuyển đến căn hộ Woodlands ở Mumbai, nơi ông diễn thuyết và tiếp khách, trong số đó là các khách du lịch phương Tây đầu tiên. Kể từ đó ông ít khi đi du lịch, không còn diễn thuyết công khai nữa. Năm 1971 ông lấy tên là "Bhagwan Shree Rajneesh". Shree là một cách xưng hô lịch sự giống như "Ngài"; Bhagwan nghĩa là "người được ban phúc", được sử dụng trong văn hóa Ấn Độ như là một thuật ngữ tôn trọng một con người mà tính tôn giáo đã bộc lộ rõ ràng. Sau đó, khi ông đổi tên, ông lại định nghĩa lại ý nghĩa của từ Bhagwan.

### Pune ashram: 1974–1981

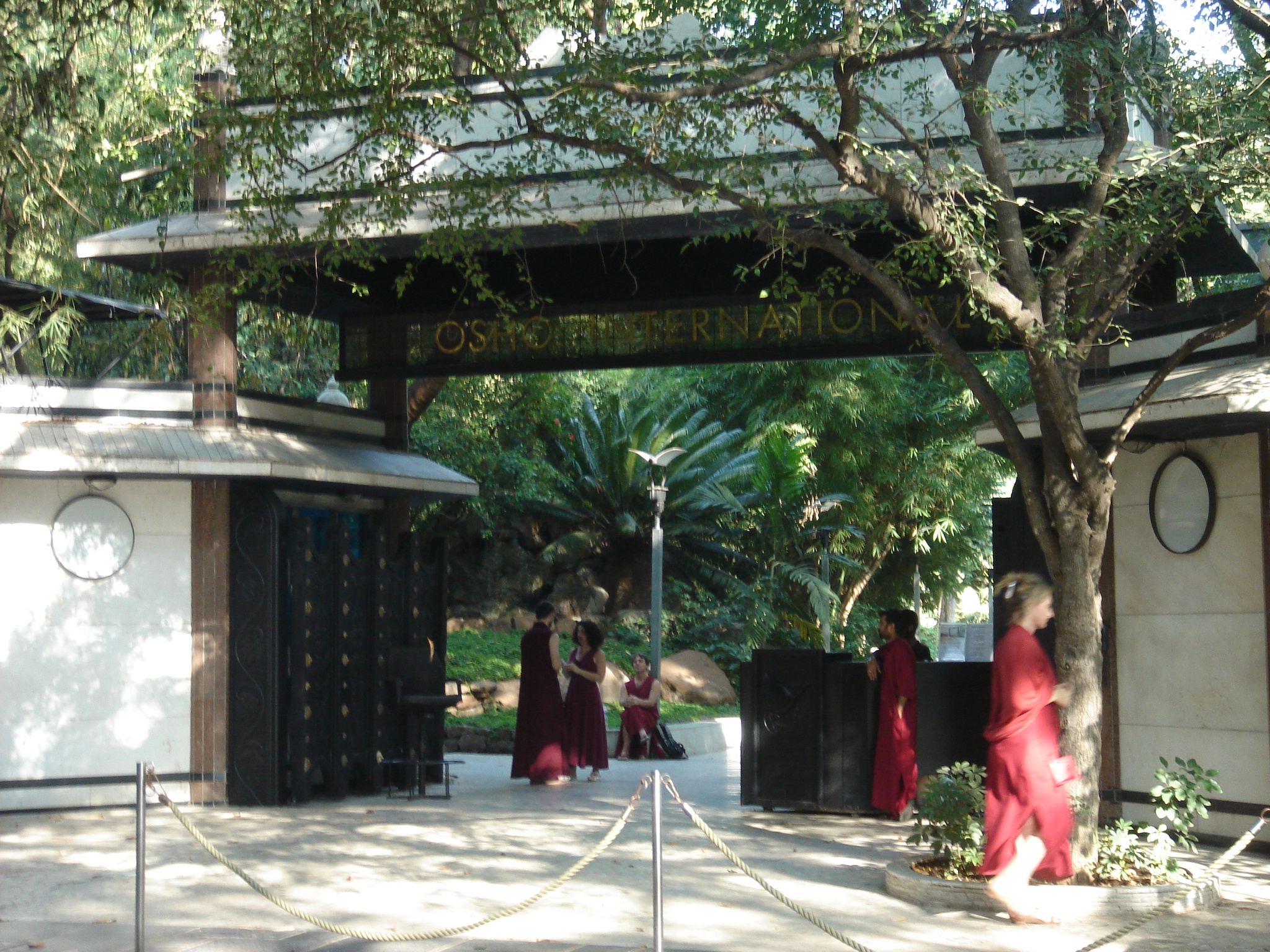
Trung tâm Osho tại Pune năm 2008

Khí hậu ẩm ướt của Mumbai tỏ ra bất lợi cho sức khoẻ của Osho: ông đã mắc các bệnh tiểu đường, hen phế quản và hàng loạt chứng dị ứng. Năm 1974, vào dịp kỷ niệm 21 năm của Osho tại Jabalpur, ông chuyển đến một ngôi nhà ở Koregaon Park, Pune, mua bằng tiền của Ma Yoga Mukta (Catherine Venizelos), một nữ thừa kế công ty vận chuyển Hy Lạp. Osho đã nói chuyện tại ashram Poona này từ năm 1974 đến năm 1981. Hai ngôi nhà liền kề và 6 mẫu Anh (24.000 m²) trở thành cốt lõi của một ashram, và tư dinh này vẫn là trung tâm của Osho International Meditation Resort ngày nay. Ngôi nhà mới cho phép ghi âm thường xuyên và sau đó là quay video, in ra các bài thuyết giảng của ông để phân phối trên toàn thế giới. Điều này cho phép ông tiếp cận được nhiều khán giả hơn. Số lượng du khách phương Tây sau đó tăng mạnh. Ashram này nhanh chóng bao gồm một trung tâm nghệ thuật và hàng thủ công sản xuất quần áo, đồ trang sức, đồ gốm, mỹ phẩm hữu cơ và trình diễn các buổi biểu diễn kịch, ca múa nhạc và kịch câm. Từ năm 1975, sau khi có một số nhà trị liệu từ Phong trào Tiềm năng Con người tới tham gia, thì ashram bắt đầu bổ sung các bài thiền định với một số lượng các nhóm trị liệu ngày càng tăng, và các nhóm này trở thành nguồn thu nhập chính cho ashram.
Pune ashram là một nơi thú vị và đầy năng lượng cảm xúc, một môi trường nửa lễ hội nửa điên rồ. Ngày bắt đầu lúc 6 giờ sáng với bài tập Thiền động. Từ 8 giờ sáng, Osho diễn thuyết ngẫu hứng trong khoảng 60 phút đến 90 phút trong thính phòng "Đức Phật", bình luận về các bài viết tôn giáo hoặc trả lời các câu hỏi của du khách và đệ tử. Cho đến năm 1981, loạt bài giảng được Osho nói bằng tiếng Hindi xen lẫn với các bài giảng bằng tiếng Anh. Trong ngày, nhiều buổi thiền định và các buổi điều trị liệu pháp đã diễn ra, với cường độ được giải thích là lấy từ năng lượng tinh thần "vườn Phật" của Osho. Ở các darshan buổi tối, Osho nói chuyện với các đệ tử hoặc khách thăm viếng và truyền đạo cho các môn đệ ("ban cho tính sannyas"). Sannyasin đến ngồi ở darshan khi ra đi hoặc trở lại, hoặc khi họ có điều cần tranh luận.
Để quyết định cần tham gia phương pháp điều trị nào, các du khách đã nhờ Osho tư vấn hoặc lựa chọn theo sở thích của mình. Một số nhóm điều trị sớm trong ashram, chẳng hạn như nhóm Encounter, đã được thực nghiệm, cho phép một mức độ tấn công vật lý cũng như những lần quan hệ tình dục giữa những người tham gia. Các báo cáo mâu thuẫn về thương tích gặp phải trong các cuộc họp nhóm Encounter bắt đầu xuất hiện trên báo chí. Richard Price, tại thời điểm đó là một nhà trị liệu của Human Potential Movement và là đồng sáng lập của viện Esalen, cho rằng các nhóm khuyến khích những người tham gia "bạo động" thực sự thay vì "mô phỏng bạo lực" (tiêu chuẩn trong các nhóm Encounter được thực hiện ở Hoa Kỳ) và chỉ trích họ khi tạo ra "những sai lầm tồi tệ nhất của một số nhóm trưởng Esalen thiếu kinh nghiệm". Price được cho là đã rời khỏi ashram Poona với một cánh tay bị gãy sau tám giờ đồng hồ trong một căn phòng với những người tham gia có vũ trang với gậy bằng gỗ. Bernard Gunther, đồng nghiệp Esalen của ông, đã có trải nghiệm tốt hơn tại Poona và đã viết một cuốn sách, Dying for Enlightenment, có hình ảnh và mô tả trữ tình của các lớp thiền định và các nhóm trị liệu. Bạo lực trong các nhóm điều trị cuối cùng đã kết thúc vào tháng 1 năm 1979, khi ashram đưa ra một thông cáo báo chí nói rằng bạo lực "đã hoàn thành chức năng của nó trong bối cảnh chung của ashram như là một công xã tâm linh đang phát triển".
Sannyasin đã "tốt nghiệp" sau hàng tháng thiền định và trị liệu có thể xin làm việc trong ashram, trong một môi trường đã được mô hình hoá một cách có ý thức bắt chước cộng đồng của nhà thần bí Nga Gurdjieff tạo ra tại Pháp trong những năm 1930. Các tính năng chính được lấy từ môi trường của Gurdjieff là công việc khó khăn, người làm không được trả lương, và người giám sát được chọn vì tính cách làm mài mòn của họ, cả hai điều trên đều được chọn để tạo ra cơ hội tự quan sát và tự siêu việt hóa bản thân. Nhiều môn đệ quyết định ở lại ashram hàng năm trời. Bên cạnh việc tranh cãi xung quanh các liệu pháp, các cáo buộc về việc các sannyasin sử dụng ma túy đã bắt đầu làm xấu hình ảnh của công xã trong ashram. Một số sannyasin người phương Tây bị cáo buộc là kiếm tiền để kéo dài thời gian ở lại Ấn Độ thông qua mại dâm và buôn bán ma túy. Một vài người sau đó cáo buộc rằng, mặc dù Osho không trực tiếp tham gia, họ đã thảo luận kế hoạch và hoạt động của họ với Osho trong darshan và Osho đã chúc phúc cho họ.
Vào cuối những năm 1970, ashram Poona trở nên quá nhỏ so với tốc phát triển nhanh chóng của phong trào và Osho đã yêu cầu tìm nơi lớn hơn. Sannyasin từ khắp Ấn Độ bắt đầu tìm kiếm địa điểm: những địa điểm tìm thấy được bao gồm một nơi trong tỉnh Kutch tại Gujarat và hai nơi tại vùng núi phía bắc Ấn Độ. Các kế hoạch này chưa bao giờ được thực hiện do những căng thẳng gia tăng giữa ashram và chính quyền của Đảng Janata Morarji Desai đã làm đình trệ kế hoạch. Việc phê duyệt sử dụng đất đã bị từ chối và quan trọng hơn, chính phủ đã ngừng cấp thị thực cho khách du lịch nước ngoài khi họ thông báo ashram là điểm đến chính của họ. Ngoài ra, chính quyền của Desai đã hủy bỏ tình trạng miễn thuế của ashram với hiệu lực hồi tố, dẫn đến một yêu cầu nộp thuế khoảng 5 triệu USD. Mâu thuẫn với các nhà lãnh đạo tôn giáo khác nhau của Ấn Độ đã làm trầm trọng thêm tình huống - vào năm 1980, ashram đã gây nhiều tranh cãi đến nỗi Indira Gandhi, mặc dù đã có liên kết trước đây giữa Osho và Đảng Quốc Đại Ấn Độ trong thập niên 60, đã không muốn can thiệp bảo vệ cho công xã này sau khi bà trở lại nắm quyền. Tháng 5 năm 1980, trong một bài thuyết giảng tại công xã, Vilas Tupe, một tín đồ Ấn Độ giáo cổ điển, đã tấn công định giết Osho. Tupe tuyên bố rằng ông đã tiến hành cuộc tấn công, bởi vì ông tin rằng Osho là một điệp viên của CIA.
Đến năm 1981, ashram của Rajneesh đã đón 30.000 du khách mỗi năm. Các buổi thuyết pháp hàng ngày gồm chủ yếu các khách đến từ Châu Âu và Mỹ. Nhiều nhà quan sát nhận thấy rằng phong cách thuyết giảng của Osho đã thay đổi vào cuối những năm 70, trở nên ít tập trung hơn về mặt trí tuệ và có nhiều câu chuyện đùa châm biếm gây sốc hoặc gây thú vị cho khán giả. Vào ngày 10 tháng 4 năm 1981, sau khi đã thuyết giảng hàng ngày trong gần 15 năm, Osho đã bước vào một khoảng thời gian ba năm rưỡi tự im lặng, và satsang—khoảng thời gian im lặng ngồi với âm nhạc và bài đọc từ các tác phẩm tâm linh như The Prophet của Khalil Gibran hoặc Isha Upanishad—thay thế cho các buổi nói chuyện trước đó. Cùng thời điểm này, Ma Anand Sheela (Sheela Silverman) thay Ma Yoga Laxmi làm thư ký của Osho.

### Nước Mỹ và công xã Oregon: 1981–1985

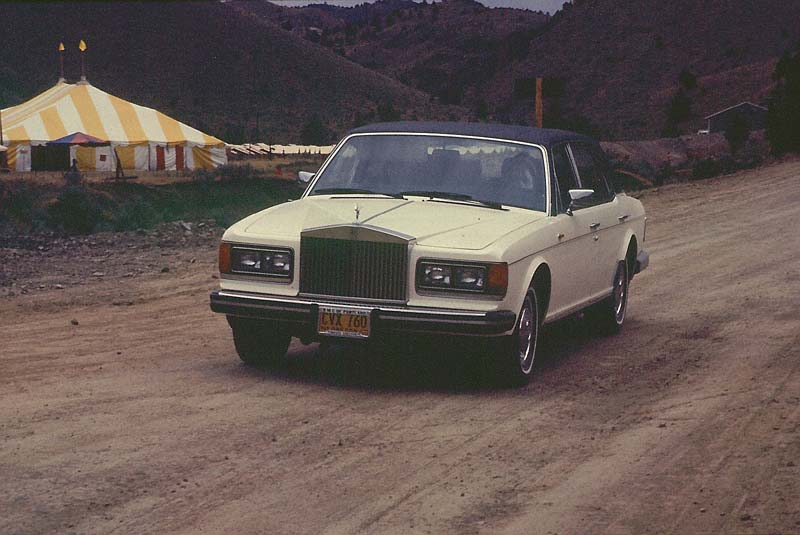
Osho tự lái xe tại Rajneeshpuram, 1982.

Vào năm 1981, căng thẳng gia tăng tại ashram Poona, cùng với những lời chỉ trích về các hoạt động của công xã và các đe doạ trừng phạt của các quan chức Ấn Độ, đã tạo ra động lực cho việc khảo sát để xem xét việc thành lập một công xã mới tại Hoa Kỳ. Theo Susan J. Palmer, việc chuyển tới Hoa Kỳ là một kế hoạch của Sheela. Gordon (1987) lưu ý rằng Sheela và Osho đã bắt đầu thảo luận về ý tưởng thiết lập một công xã mới ở Mỹ vào cuối năm 1980, mặc dù Osho không đồng ý đi đến đó cho đến tháng 5 năm 1981.
Vào ngày 1 tháng 6, ông đã tới Hoa Kỳ bằng thị thực du lịch, bề ngoài là vì mục đích y tế, và đã ở vài tháng tại một trung tâm tĩnh tâm Rajneeshee nằm ở Kip's Castle tại Montclair, New Jersey. Ông đã được chẩn đoán chứng thoát vị đĩa đệm vào mùa xuân năm 1981 và được điều trị bởi một số bác sĩ, bao gồm cả James Cyriax, một bác sĩ cơ xương của St. Thomas' Hospital và chuyên gia về tiêm màng cứng bay từ London. Thư ký trước đó của Rajneesh, Laxmi, đã báo cáo cho Frances FitzGerald rằng "cô đã thất bại trong việc tìm kiếm một khu đất ở Ấn Độ phù hợp với nhu cầu của Rajneesh, và do đó, khi xảy ra trường hợp khẩn cấp về y tế, Sheela đã giành thế chủ động". Một thông báo công khai của Sheela nói rằng Osho đang có nguy cơ nghiêm trọng nếu ông ở lại Ấn Độ, nhưng sẽ được điều trị y tế ở Mỹ nếu ông cần đến phẫu thuật. Mặc dù tình hình bệnh tật nêu ra là nghiêm trọng nhưng Osho đã không tìm cách điều trị ở bên ngoài trong suốt thời gian ở Hoa Kỳ, khiến cho Cục Nhập cư và nhập tịch khẳng định rằng ông đã có một ý định định trước để ở lại nước này. Osho sau đó đã nhận tội gian lận nhập cư, trong khi vẫn nói rằng ông vô tội đối với cáo buộc rằng ông đã tuyên bố sai về đơn xin thị thực ban đầu của ông về ý định của ông muốn ở lại Mỹ khi ông đến từ Ấn Độ.
Vào ngày 13 tháng 6 năm 1981, chồng của Sheela, John Shelfer, đã ký một hợp đồng mua một khu đất ở Oregon với giá 5,75 triệu đô la Mỹ, và vài ngày sau đó chuyển giao tài sản trên cho tổ chức Osho Foundation tại Mỹ. Đây là một trang trại có diện tích 64.229 mẫu Anh (260 km2), trước đây gọi là trang trại "The Big Muddy" và trải rộng trên hai hạt ở Oregon (Wasco và Jefferson). Trang trại được đổi tên thành "Rancho Rajneesh" và Osho chuyển vào đó ngày 29 tháng 8. Một giáo sư ở Oregon nói: "Phản ứng ban đầu ở Oregon là một sự cân bằng không thoải mái, trong đó ngày càng nhiều người thể hiện quan điểm khoan dung hơn là phản đối." Báo chí đưa tin, và một nghiên cứu khác cho thấy mâu thuẫn gần như ngay lập tức xảy ra với sự phản đối dữ dội của địa phương, tiểu bang và liên bang, từ chính phủ, báo chí và các cá nhân. Các phản ứng ban đầu của cộng đồng địa phương dao động từ sự thù hận đến khoan dung, tùy thuộc vào khoảng cách từ nhà họ đến trang trại gần hay xa. Trong vòng vài tháng, một loạt các cuộc chiến pháp lý diễn ra, chủ yếu liên quan đến việc sử dụng đất. Vào tháng 5 năm 1982, cư dân của trang trại Rancho Rajneesh đã bỏ phiếu để đổi tên nó thành thành phố Rajneeshpuram. Tổ chức 1000 Friends of Oregon ngay lập tức vào cuộc và sau đó kiện cáo trong sáu năm liền tại nhiều tòa án và dùng các hành động hành chính để vô hiệu hóa việc tạo ra thành phố Raijneeshpuram và ép các tòa nhà và các kiến trúc xây dựng phải bị phá bỏ. 1000 Friends công khai kêu gọi "phá bỏ" thành phố mới được đặt tên này. Một luật sư của 1000 Friends cho biết nếu 1000 Friends thắng kiện, Quỹ Osho sẽ bị "buộc phải tháo dỡ hệ thống thoát nước của họ và phá bỏ nhiều tòa nhà". Năm 1985, Toà án Tối cao Oregon cho rằng đất trên không phù hợp để làm ruộng và do đó không cần phải đáp ứng các quy trình và tiêu chuẩn sử dụng đất phức tạp, nhưng lại bị đưa ra để xác định các vấn đề khác. Năm 1987, Toà án Tối cao cuối cùng đã giải quyết vụ tranh chấp cho Thành phố Raijneespuram, nhưng vào thời điểm đó cộng đồng Osho đã tan rã. Trong quá trình kiện tụng, 1000 Friends đã dựng một quảng cáo gây quỹ trên khắp tiểu bang Oregon với tiêu đề "Cảnh báo về Rajneeshpuram. Lo lắng cho Rajneeshpuram sẽ không ích gì." Một bình luận của tờ Oregonian đã bình luận về quảng cáo này, nói rằng 1000 Friends "nên xấu hổ vì chính bản thân mình" cho một chiến dịch "dựa trên sự sợ hãi và thành kiến". Trớ trêu thay, Cục Quản lý Đất Liên bang cho thấy rằng việc sử dụng đất mang tính nông nghiệp cao nhất của khu đất đang được kiện cáo chỉ là chăn chín con gia súc. Tại một thời điểm, công xã của Osho đã cho một số lượng lớn những người vô gia cư từ các thành phố khác nhau của Hoa Kỳ đến ở trong một nỗ lực không thành công để ảnh hưởng đến kết quả của cuộc bầu cử, trước khi thả họ vào các thị trấn xung quanh và để lại một số người vô gia cư, buộc Tiểu bang Oregon phải đưa trả lại họ về các thành phố cũ của họ, với chi phí do tiểu bang chi trả.
Vào tháng 3 năm 1982, cư dân địa phương thành lập một nhóm được gọi là Citizens for Constitutional Cities để chống lại sự phát triển của trang trại Osho. Một đơn kêu gọi đã được đệ trình, yêu cầu thống đốc phải "bao vây, kiểm soát và loại bỏ" mối đe dọa xâm lược của một "bọn cuồng đạo từ bên ngoài vào'". Năm 1985, một đơn kêu gọi khác của tiểu bang, được một số nhà lập pháp Oregon hỗ trợ, đã được đệ trình nhằm xóa bỏ hiệu lực điều lệ của Thành phố Rajneeshpuram. Vào tháng 7 năm 1985, địa điểm xét xử vụ dân sự này đã bị dời đi vì các nghiên cứu do Quỹ Osho đưa ra cho thấy sự thiên vị. Thẩm phán nói rằng "thái độ của cộng đồng công xã sẽ không cho phép xét xử công bằng và vô tư". Cơ quan lập pháp của tiểu bang Oregon đã thông qua một số dự luật nhằm làm chậm lại hoặc ngăn chặn sự phát triển của thành phố Rajneeshpuram, bao gồm luật HB 3080 đã ngừng phân phối các quỹ chia sẻ doanh thu "cho bất kỳ thành phố nào có tư cách pháp nhân đang bị thách thức. Rajneeshpuram là thành phố duy nhất bị ảnh hưởng bởi luật này." Oregon Gov. Vic Atiyah tuyên bố vào năm 1982 rằng do hàng xóm của công xã không thích họ, công xã nên đi khỏi Oregon. Một đại diện của cộng đồng đã đáp lại rằng "tất cả những gì bạn phải làm là chèn từ "da đen" hoặc "người Do thái" hoặc "người Công giáo" vào tuyên bố... khi đó lời tuyên bố sẽ dễ hiểu hơn một chút." Tháng 5 năm 1982, Thượng nghị sĩ Mark Hatfield gọi INS ở Portland. Một bản ghi nhớ INS cho biết Thượng nghị sĩ "rất quan tâm" về "cuồng giáo" này đã "gây nguy hiểm cho lối sống của một thị trấn nông nghiệp nhỏ... và là một mối đe dọa đối với an toàn công cộng". Những hành động như vậy thường có ảnh hưởng đến quyết định di trú. Charles Turner, luật sư Hoa Kỳ chịu trách nhiệm về việc truy tố thủ phạm nhập cư chống lại Osho, cho biết, sau khi Osho rời Mỹ, việc trục xuất ông đã có hiệu quả vì nó "gây ra sự phá hủy của toàn bộ phong trào".
Vào tháng 1 năm 1989, INS Commissioner Charles Nelson thừa nhận rằng đã có "rất nhiều quan tâm" trong cuộc điều tra nhập cư từ cả Thượng nghị sĩ Oregon, "Nhà Trắng và Bộ Tư pháp". Và có rất nhiều ý kiến, chủ yếu là "Đây là một vấn đề, và chúng ta cần phải làm gì đó." Ông Turner sau đó thừa nhận," chúng tôi đang sử dụng quá trình pháp lý để giải quyết... một vấn đề chính trị." Một chuyên gia pháp luật nổi tiếng về các tôn giáo mới báo cáo, như báo chí đã nói về đại thể, rằng công xã Osho là "trọng tâm của một sự bùng nổ của giới truyền thông, hầu như tất cả đều là truyền thông có tính tiêu cực". Người Oregon, vốn là tờ báo thống trị trong tiểu bang, đã đăng một trang quảng cáo đầy đủ vào năm 1987, trong đó tuyên bố rằng người Oregon đã "đóng góp làm sụp đổ công xã Rajneesh ở Oregon và việc trục xuất Bhagwan". Một giáo sư về nghiên cứu tôn giáo của Đại học bang Oregon đã nói rằng "cơn cuồng loạn... làm mất tự do và gây ra một mối đe dọa nghiêm trọng hơn cả giáo phái Rajneesh, mà ông coi như một tôn giáo đang nổi lên". Ông Richardson tiếp tục phát hiện ra rằng "hành động pháp lý này cũng cho thấy sức mạnh to lớn của các thực thể chính phủ nhằm giải quyết có hiệu quả đối với các nhóm tôn giáo không được ưa chuộng". (id. trang 483.) Ông kết luận nghiên cứu của ông: "Thông tin được ghi nhận..., các tôn giáo mới của Oregon đã từng được xét xử, và thường là họ thua kiện." Năm 1983, Tổng chưởng lý bang Oregon đã đưa ra một vụ kiện nhằm tuyên bố sự vô hiệu của thành phố vì vi phạm Điều khoản sửa đổi lần thứ nhất đối với Hiến pháp. Toà án đã phát hiện thấy tài sản của thành phố thuộc sở hữu và kiểm soát của Quỹ Osho, và đưa ra phán quyết của Nhà nước. Toà án đã không xem xét các trường hợp hiến pháp của Hoa Kỳ đang kiểm soát yêu cầu một hành vi vi phạm phải được khắc phục bằng các biện pháp "ít xâm nhập" nhất để sửa lại hành vi vi phạm mà nó đã trích dẫn trước đây. Thành phố đã buộc phải "cam kết" trong quyết định này, như là một phần của việc giải quyết vụ nhập cư của Osho.

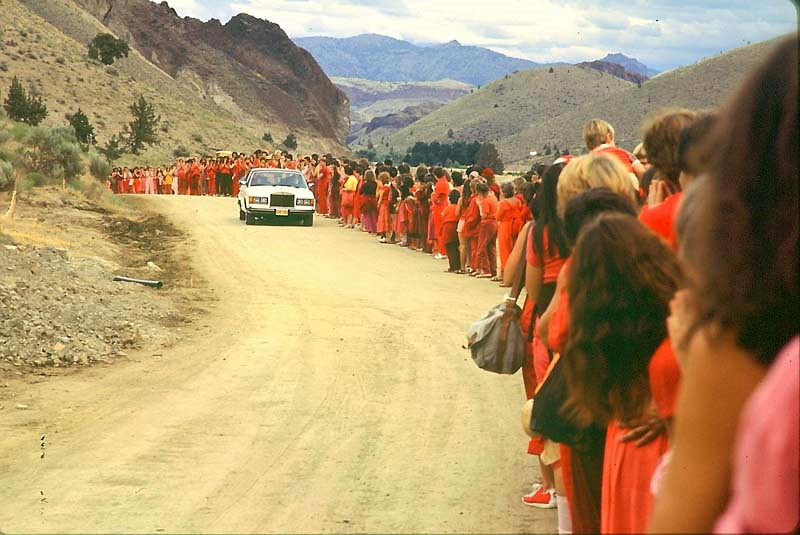
Các sannyasin đón mừng Osho trên xe đi qua mỗi ngày tại Rajneeshpuram. khoảng 1982.

Osho đã ngừng nói chuyện trước công chúng và thuyết giảng trong suốt thời gian kiện cáo, và đã bước vào giai đoạn tự "im lặng" kéo dài đến tháng 11 năm 1984, tại công xã mỗi ngày các đoạn video cũ của Osho được phát thay thế. Ông dành phần lớn thời gian một mình và ông chỉ giao tiếp với một vài đệ tử chủ chốt, bao gồm Ma Anand Sheela và bạn gái của cô, Ma Yoga Vivek (Christine Woolf). Osho sống trong một nhà xe trailer bên cạnh một hồ bơi được che kín và các tiện nghi khác. Ông không diễn thuyết nữa và chỉ xuất hiện trước hầu hết các cư dân công xã hàng ngày vào lúc ông trên xe, chậm rãi đi qua khi họ đứng thành hàng bên đường. Osho đã thu hút sự chú ý của công chúng về số lượng các xe hơi Rolls-Royce đã mua để sử dụng, tổng cộng có 93 chiếc xe. Điều này khiến ông trở thành chủ sở hữu có nhiều xe loại này nhất trên thế giới. Những môn đệ của ông muốn mở rộng bộ sưu tập này đến khi đủ 365 chiếc Rolls-Royce- dùng 1 chiếc cho mỗi ngày trong năm.
Năm 1981, Osho trao cho Sheela ủy quyền giới hạn và sau đó để Sheela toàn quyền thay mặt ông trong năm 1982. Năm 1983, Sheela thông báo rằng kể từ nay Osho sẽ chỉ nói chuyện với cô. Sau này Osho tuyên bố Sheela đã giấu không cho ông biết những chuyện xảy ra sau đó. Nhiều sannyasin đã bày tỏ sự nghi ngờ về việc Sheela đại diện cho Osho và nhiều môn đệ bất mãn đã rời Rajneeshpuram để phản đối cái họ cho là sự lãnh đạo độc đoán. Các sannyasin thường trú mà không có quốc tịch Hoa Kỳ gặp phải những khó khăn về thị thực mà một số người cố gắng khắc phục bằng cách kết hôn giả. Các nhà quản lý công xã đã cố gắng giải quyết khó khăn của Osho về mặt này bằng cách tuyên bố ông là người đứng đầu một tôn giáo, "Rajneeshism":
Tại Oregon mọi người chứng kiến sự chú ý ngày càng nhiều vào lời tiên đoán của Osho rằng thế giới có thể bị phá hủy vì chiến tranh hạt nhân hoặc các thảm hoạ khác trong những năm 1990. Osho đã nói vào năm 1964 rằng "cuộc chiến tranh thế giới thứ ba và cuối cùng đang được tiến hành" và thường nói về nhu cầu tạo ra một "nhân loại mới" để tránh bị diệt chủng toàn cầu. Điều này đã trở thành cơ sở cho một chủ nghĩa ở ẩn mới, và một bài báo năm 1983 trong Bản tin của Quỹ Rajneesh thông báo rằng "Rajneeshism đang tạo ra một con thuyền Nô-ê của ý thức... Tôi nói với bạn rằng ngoại trừ điều này không có cách nào khác", làm tăng tính khẩn cấp trong việc xây dựng công xã Oregon. Tháng 3 năm 1984, Sheela thông báo rằng Osho đã dự đoán trước cái chết của 2/3 nhân loại do bệnh AIDS. Sannyasin được yêu cầu phải mang găng tay cao su và bao cao su khi quan hệ tình dục,và kiềm chế hôn, vốn là các cách phòng bệnh sau đó được thông tin rộng rãi trên báo chí với tư cách là một phản ứng cực đoan vì bao cao su ít khi được dùng như một hình thức phòng chống AIDS do tại thời điểm đó HIV/AIDS được cho là bệnh của giới đồng tính nam.
Trong thời gian ở Rajneeshpuram, Osho đã đọc cho ghi chép ba cuốn sách khi đang hút dinitơ oxit do bác sĩ răng chỉ định: Glimpses of a Golden Childhood, Notes of a Madman và Books I Have Loved. Sheela sau đó tuyên bố rằng Osho đã uống sáu mươi miligam Valium mỗi ngày và nghiện nitơ oxit. Osho đã phản bác các cáo buộc trên khi được phỏng vấn.

#### Vụ tấn công sinh học năm 1984
Osho đã huấn luyện Sheela trong việc sử dụng phương tiện truyền thông để bảo vệ lợi thế của cô và trong suốt thời gian im lặng của mình, ông đã nói riêng rằng khi Sheela nói, là cô nói thay mặt ông. Ông cũng đã ủng hộ Sheela khi những phản ứng về hành vi của cô phát sinh trong giới lãnh đạo công xã, nhưng vào mùa xuân năm 1984, khi căng thẳng giữa các lãnh đạo công xã lên đến đỉnh điểm, một cuộc họp riêng đã được triệu tập với Sheela và nhân viên nhà riêng của Osho. Theo lời khai của nha sĩ riêng của Osho, Swami Devageet (Charles Harvey Newman), Sheela bị khiển trách trong cuộc họp, và Osho tuyên bố rằng ngôi nhà của ông, chứ không phải của cô, mới là trung tâm của công xã. Devageet tuyên bố Osho cảnh báo rằng sự ghen tị của Sheela đối với bất cứ ai gần gũi với ông chắc chắn sẽ khiến họ trở thành một mục tiêu.
Vài tháng sau, vào ngày 30 tháng 10 năm 1984, Osho kết thúc giai đoạn tự im lặng, và thông báo rằng đã đến lúc phải "nói lên những sự thật của chính mình". Vào tháng 7 năm 1985, ông lại tiếp tục diễn thuyết hàng ngày. Vào ngày 16 tháng 9 năm 1985, một vài ngày sau khi Sheela và toàn bộ đội ngũ quản lý của cô bất ngờ rời khỏi công xã đi châu Âu, Rajneesh đã tổ chức một cuộc họp báo, trong đó ông gọi Sheela và các cộng sự của cô là một "băng đảng phát xít". Ông cáo buộc họ đã phạm một số tội ác nghiêm trọng, phần lớn là vào năm 1984, và đã mời các nhà chức trách tới điều tra.
Những tội ác được nhắc đến, mà Osho tuyên bố đã được thực hiện mà không có sự hiểu biết hay sự ưng thuận của ông, bao gồm cả âm mưu giết thầy thuốc của ông, các vụ ngộ độc của các viên chức chính phủ, lắp thiết bị nghe lén trong công xã và trong nhà của ông, và một cuộc tấn công khủng bố sinh học đối với công dân vùng The Dalles, Oregon, dùng salmonella để tác động đến cuộc bầu cử quận hạt. Mặc dù những lời cáo buộc của ông ban đầu được các nhà quan sát bên ngoài xem xét một cách hoài nghi, cuộc điều tra tiếp theo của chính quyền Hoa Kỳ đã xác nhận những cáo buộc này và dẫn đến việc kết án Sheela và một số nhân viên của cô. Vào ngày 30 tháng 9 năm 1985, Rajneesh phủ nhận rằng ông là một thầy tâm linh. Các môn đệ của ông đã đốt cháy 5.000 bản sao của Book of Rajneeshism, một cuốn sách tổng hợp 78 trang về các giáo lý của ông và định nghĩa "Rajneeshism" như là một "tôn giáo không tôn giáo". Osho nói rằng ông đã ra lệnh cho đốt cuốn sách trên để loại bỏ các dấu vết cuối cùng của Sheela ra khỏi công xã. Áo khoác của Sheela cũng được "ném vào lửa".
Cuộc tấn công dùng vi khuẩn salmonella được ghi nhận là trường hợp khủng bố hoá học hoặc sinh học đầu tiên được khẳng định đã xảy ra ở Hoa Kỳ. Osho nói rằng bởi vì ông đang trong giai đoạn im lặng và cô lập, vì chỉ gặp Sheela, ông đã không biết về những tội ác của ban lãnh đạo Rajneeshpuram cho đến khi Sheela và "băng đảng" của cô rời khỏi công xã và các sannyasin đến thông báo cho ông về sự việc. Một số nhà bình luận đã tuyên bố rằng họ tin rằng Sheela đã được sử dụng như một con dê tế thần. Những người khác đã chỉ ra rằng mặc dù Sheela đã đặt bọ nghe lén khu nhà ở của Rajneesh và giao các băng nghe lén này các cơ quan chức năng Hoa Kỳ như là một phần của thỏa thuận riêng với tòa án, nhưng không có bằng chứng nào cho thấy Osho có tham gia vào tội ác của Sheela. Tuy nhiên, Gordon (1987) báo cáo rằng Charles Turner, David Frohnmayer và các quan chức thực thi pháp luật khác, những người đã xem xét các bản hỏi cung không bao giờ phát hành công khai và nghe hàng trăm giờ ghi âm, đã nói với ông rằng Osho phạm nhiều tội hơn những gì ông đã bị truy tố. Frohnmayer khẳng định rằng triết học của Osho không "phản đối chuyện đầu độc" vàông cảm thấy Osho và Sheela là "ác quỷ thực sự". Tuy nhiên, luật sư Turner và Chưởng lý Frohnmeyer thừa nhận rằng "họ không có bằng chứng về việc (Osho) tham gia vào bất kỳ hoạt động tội phạm nào xảy ra tại trang trại". Theo lời khai tại tòa án của Ma Ava (Ava Avalos), một môn đệ nổi tiếng, Sheela đã bật lại cho mọi người nghe một băng ghi âm cuộc họp mà cô đã dự với Rajneesh về "nhu cầu giết người" nhằm thuyết phục các sannyasin tham gia vào việc giết người "Cô ấy đã trở lại cuộc họp và [...] bắt đầu bật băng ghi âm, thật khó để nghe những gì Osho nói. [...] Và ý nghĩa của trả lời của Osho, có, việc giết người để được ở lại Oregon là thực sự cần thiết, và Hitler đúng là một người đàn ông tuyệt vời, mặc dù ông không thể nói điều này công khai vì không ai có thể hiểu được điều đó. Hitler đã có một tầm nhìn tuyệt vời." Sheela cố giết người chăm sóc và bạn gái của Osho, Ma Yoga Vivek, và bác sĩ riêng của Osho, Swami Devaraj (Tiến sĩ George Meredith), bởi vì Sheela nghĩ rằng họ là một mối đe dọa đối với Osho. Cô đã bí mật ghi lại cuộc trò chuyện giữa Devaraj và Osho "trong đó ông bác sĩ đã đồng ý lấy thuốc mà Osho muốn có để đảm bảo một cái chết thanh thản nếu Osho quyết định tự sát".
Vào ngày 23 tháng 10 năm 1985, một bồi thẩm đoàn liên bang cáo buộc Osho và một số đệ tử khác với âm mưu né tránh luật nhập cư. Bản cáo trạng đã được thực hiện trên màn hình quay trực tiếp, nhưng nội dung đã bị rò rỉ cho luật sư của Osho. Các cuộc đàm phán để cho phép Osho ra hàng chính quyền ở Portland nếu có lệnh trừng phạt đã thất bại. Tin đồn về cuộc tiếp quản của Cảnh sát Quốc gia và một vụ bắt giữ Osho theo kế hoạch đã gây ra căng thẳng và lo ngại về việc cảnh sát có thể xả súng. Theo băng ghi âm của Sheela, các nhà chức trách sau đó đã tuyên bố họ tin rằng đã có một kế hoạch để các sannyasin phụ nữ và trẻ em tạo ra một tấm khiên người che chắn nếu các cơ quan pháp luật đến bắt giữ Osho tại công xã. Vào ngày 28 tháng 10 năm 1985, Rajneesh và một số nhỏ đồ đệ đi kèm với ông đã bị bắt trên một chiếc Learjet đi thuê tại một sân bay North Carolina; theo các cơ quan chức năng họ đang định bay tới Bermuda để tránh bị truy tố. Cảnh sát thu được 58,000 đô la Mỹ tiền mặt, 35 đồng hồ và vòng tay trị giá 1 triệu đô la Mỹ trên máy bay. Osho không hề biết về trát bắt ông của tòa án và cũng không biết lý do của chuyến đi này. Các quan chức pháp luật đã mất mười ngày hợp pháp để chuyển Osho từ Bắc Carolina đến Portland để chuẩn bị cho việc buộc tội. Ban đầu Osho từ chối nhận tội đối với tất cả các lời buộc tội. Sau đó theo lời khuyên của các luật sư của mình, Osho đã dùng "nhận tội Alford" - một loại hình nhận tội mà ông không thừa nhận tội lỗi, nhưng thừa nhận rằng có đủ chứng cứ để buộc tội ông - với một tội có ý định che giấu nhằm ở lại vĩnh viễn tại Hoa Kỳ vào thời điểm nộp đơn xin thị thực ban đầu vào năm 1981 và một tội là đã có âm mưu để cho các sannyasin kết hôn giả để xin quyền cư trú tại Hoa Kỳ. Theo thỏa thuận luật sư của ông ta đã thỏa thuận với Văn phòng Luật sư Hoa Kỳ, Osho bị phạt tù treo 10 năm, 5 năm thử thách, 400.000 USD tiền phạt + phí tòa án, và đồng ý rời khỏi Hoa Kỳ, không trở lại trong vòng ít nhất 5 năm nếu không có sự cho phép của Bộ trưởng Tư pháp Hoa Kỳ.
Về "ý định ban đầu", tại thời điểm điều tra và truy tố, các vụ án phúc thẩm của tòa án liên bang và các quy định của INS cho phép Osho có "ý định kép", gồm việc mong muốn ở lại, nhưng sẵn sàng tuân thủ luật pháp nếu bị từ chối cư trú vĩnh viễn. Hơn nữa, ý định ở lại có liên quan là của người sử dụng lao động chứ không phải là nhân viên. Do tính chất công khai của việc Osho đến và ở lại, và sự giám sát tích cực của INS, Osho dường như đã phải sẵn sàng rời Mỹ nếu bị từ chối các lợi ích. Tuy nhiên, chính phủ đã truy tố ông dựa trên ý định ban đầu. Để sắp xếp một cuộc hôn nhân, chính phủ chỉ tuyên bố rằng Osho nói với một người đồ đệ sống trong nhà của ông rằng nên kết hôn để được ở lại Mỹ. Sự khích lệ như vậy dường như tạo thành kích động, mà cũng không phải là một tội ác ở Mỹ, nhưng không phải là âm mưu thực sự, vốn đòi hỏi việc lập kế hoạch và hành động nhằm thúc đẩy kế hoạch.

### Đi vòng quanh thế giới và quay về Pune: 1985–1990

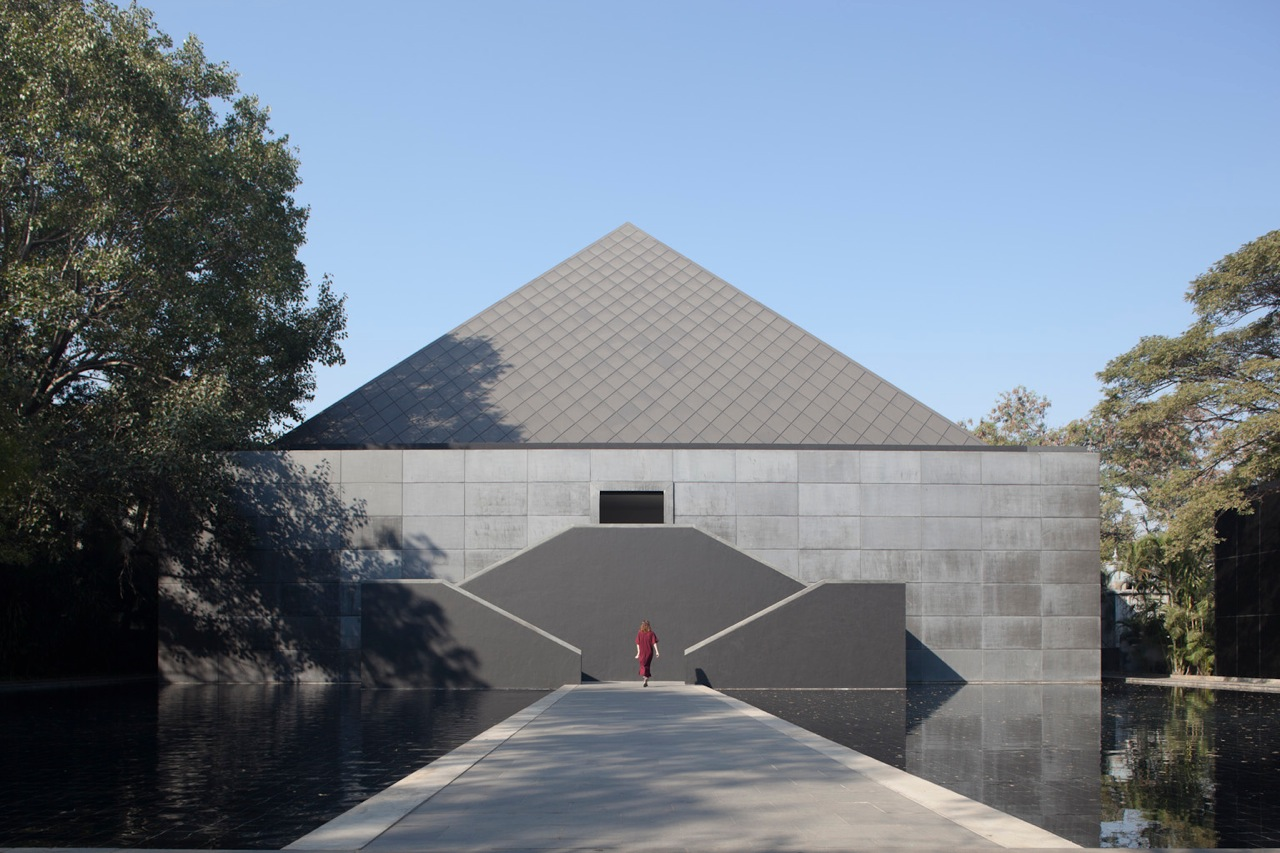
Osho Auditorium, Pune, Ấn Độ

Sau khi rời khỏi Hoa Kỳ, Osho trở về Ấn Độ, hạ cánh xuống Delhi vào ngày 17 tháng 11 năm 1985. Ông được các đệ tử Ấn Độ hoan nghênh và tố cáo Hoa Kỳ, nói rằng thế giới phải "đặt con quái vật nước Mỹ vào đúng vị trí của nó" và rằng "Hoặc là nước Mỹ phải bị thổi còi, nếu không nước Mỹ sẽ là dấu chấm hết của thế giới." Osho đã ở lại Himachal Pradesh trong sáu tuần lễ. Khi các đồ đệ trong đoàn của ông không phải là người Ấn Độ đã bị thu hồi thị thực, Osho chuyển đến Kathmandu, Nepal, và vài tuần sau đó chuyển tới Crete. Bị Cơ quan Tình báo Quốc gia Hy Lạp bắt giữ sau vài ngày, Osho và đoàn tùy tùng lại bay tới Geneva, sau đó tới Stockholm và tới sân bay Heathrow, nhưng đều bị cấm nhập cảnh. Tiếp theo đó Canada từ chối không cho máy bay của Osho hạ cánh, nên cả đoàn lại tiếp tục bay tới sân bay Shannon tại Ireland, để tiếp xăng. Ở đó Osho được ở lại trong hai tuần, tại một khách sạn ở Limerick, với điều kiện là ông không đi ra ngoài và không diễn thuyết. Osho đã được cấp một thẻ căn cước của Uruguay, một năm cư trú tạm thời và có khả năng cư trú vĩnh viễn, do đó cả đoàn đã lên kế hoạch bay tới đó và nghỉ tạm tại Madrid. Tại đó máy bay của Osho đã bị báo chí Guardia Civil bao vây. Ông được phép ngủ qua đêm tại Dakar, sau đó bay tới Recife và Montevideo. Tại Uruguay, cả đoàn chuyển tới một ngôi nhà tại Punta del Este. Tại đây Osho bắt đầu có các bài diễn thuyết trước công chúng cho đến ngày 19 tháng 6, ngày ông được yêu cầu phải đi mà không có lý do chính thức nào. Osho đã thu xếp được thị thực tới Jamaica trong vòng 2 tuần nhưng khi ông và đoàn tùy tùng tới Kingston cảnh sát đã yêu cầu đoàn phải đi khỏi nước này trong vòng 12 tiếng. Máy bay tiếp xăng tại Gander và Madrid, sau đó Osho trở lại Bombay, Ấn Độ, vào ngày 30 tháng 7 năm 1986.
Tháng 1 năm 1987, Osho trở lại ashram ở Pune, tại đó ông đã tổ chức các buổi thuyết giảng buổi tối mỗi ngày, ngoại trừ khi bị bệnh liên tục. Việc xuất bản sách và liệu pháp được tiếp tục và ashram được mở rộng thêm, đến nay có tên là "Multiversity" nơi mà liệu pháp có chức năng như một cầu nối đến thiền định. Osho đã nghĩ ra các phương pháp "liệu pháp thiền" mới như "Hoa hồng huyền bí" và bắt đầu hướng dẫn thiền định trong các bài giảng của mình sau hơn mười năm gián đoạn. Các đệ tử Tây phương của ông không thành lập các công xã lớn, chủ yếu thích sống theo phong cách độc lập bình thường. Áo choàng màu đỏ/cam và mala hầu như đã bị bỏ qua, chỉ còn là một tùy chọn từ năm 1985. Việc mặc áo choàng màu nâu đỏ - chỉ khi ở các tòa nhà trong ashram - được yêu cầu lại vào mùa hè năm 1989, cùng với những chiếc áo choàng trắng mặc cho các buổi thiền định mỗi tối và áo choàng đen cho các trưởng nhóm.
Tháng 11 năm 1987, Osho bày tỏ niềm tin rằng tình trạng sức khoẻ suy yếu của ông (buồn nôn, mệt mỏi, đau ở các chi và không có khả năng đề kháng với nhiễm trùng) là do các nhà chức trách Hoa Kỳ đã đầu độc ông khi ông ở trong tù. Bác sĩ và cựu luật sư của ông, Philip J. Toelkes (Swami Prem Niren), giả thuyết rằng có phóng xạ và tali được đưa vào một tấm vải trải giường, vì triệu chứng của Osho tập trung vào nửa người bên phải, nhưng không đưa được ra bằng chứng cụ thể nào. Luật sư Hoa Kỳ Charles H. Hunter mô tả điều này là "tưởng tượng", trong khi những người khác cho rằng các triệu chứng là do Osho bị nhiễm HIV hoặc tiểu đường mãn tính kết hợp với stress.
Từ đầu năm 1988, các bài thuyết giảng của ông chỉ tập trung vào thiền. Vào cuối tháng 12 năm đó, ông nói không còn muốn được gọi là "Bhagwan Shree Rajneesh", và vào tháng 2 năm 1989 lấy tên là "Osho Rajneesh", sau đó rút lại chỉ còn "Osho" vào tháng 9. Ông cũng yêu cầu tất cả các thương hiệu trước đây được gắn với "Rajneesh" phải chuyển sang thành "Osho". Sức khoẻ của ông tiếp tục suy yếu. Osho đã thuyết trình công khai lần cuối cùng vào tháng 4/1989, sau đó chỉ đơn giản là ngồi im lặng cùng với những đệ tử. Ngay trước khi chết, Osho gợi ý rằng một hoặc nhiều khán giả trong các buổi họp mặt buổi tối (bây giờ được gọi là White Robe Brotherhood) đã áp dụng một số hình thức ma thuật tà ác lên trên người ông. Một cuộc tìm kiếm đã được thực hiện, nhưng không tìm thấy thủ phạm.

### Qua đời
Osho qua đời vào ngày 19 tháng 1 năm 1990, thọ 58 tuổi. Nguyên nhân gây tử vong chính thức là suy tim, nhưng tuyên bố của công xã của ông cho biết Osho đã chết bởi vì ông thấy "sống trong cơ thể đã trở thành một địa ngục" sau khi cáo buộc là bị ngộ độc trong nhà tù Hoa Kỳ. Tro của ông đã được đặt trong phòng ngủ mới được xây dựng của ông tại Nhà Lão Tử ở ashram tại Pune. Trên văn bia có dòng chữ, "OSHO // không sinh // không diệt // chỉ ghé thăm Trái Đất này trong khoảng thời gian // 11 tháng 12 năm 1931 – 19 tháng 1 năm 1990".

## Giáo lý
Giáo lý của Osho, được truyền tải qua những bài giảng của ông, không được trình bày theo kiểu học thuật, mà được xen kẽ với những câu chuyện cười với lối diễn đạt hùng biện đã khiến nhiều người cảm thấy rất cuốn hút và tràn đầy mê lực. Sự nhấn mạnh không mang tính cố định, mà thay đổi theo thời gian: Osho rất giỏi trong việc đưa ra các nghịch lý và mâu thuẫn, làm cho các giáo lý của ông rất khó để tổng kết. Ông rất thích thú khi có các hành vi dường như hoàn toàn trái ngược với hình ảnh truyền thống của những người giác ngộ; những bài giảng đầu tiên của ông đặc biệt nổi tiếng với sự hài hước và khả năng không coi bất kỳ cái gì là thực sự nghiêm túc cả. Tất cả các hành vi như trên, dù là phi lý và khó chấp nhận, đã được ông giải thích là "một kỹ thuật để biến đổi" con người để đẩy mọi người "vượt lên trên tâm trí".
Osho đã thuyết giáo về các truyền thống tâm linh lớn bao gồm các đạo Jaina, Hindu, Do Thái Hassidi, Đát-đặc-la, Đạo giáo, Kitô giáo, Phật giáo, về nhiều nhà thần bí phương Đông và phương Tây, và về các thánh thư như Upanishads và Guru Granth Sahib. Nhà xã hội học Lewis F. Carter đã cho rằng những ý tưởng của Osho bắt nguồn từ advaita của Ấn Độ giáo, trong đó những kinh nghiệm của con người về sự tách biệt, tính hai mặt và ý thức thời gian được coi là một loại khiêu vũ hay trò chơi với ý thức vũ trụ, trong đó tất cả mọi thứ đều thiêng liêng, đều có giá trị tuyệt đối và là một điểm kết thúc của chính nó. Trong khi nhà huyền môn cùng thời Jiddu Krishnamurti không chấp nhận Osho, giáo lý của hai người có những điểm tương đồng rất rõ ràng.
Osho cũng đã du nhập rất nhiều ý tưởng của phương Tây. Niềm tin của ông đối với sự thống nhất của các mặt đối lập là giống Heraclitus, trong khi mô tả của ông về con người như là một cái máy, hành động một cách vô vọng theo một khuôn mẫu vô thức, có nhiều điểm chung với Freud và Gurdjieff. Tầm nhìn của ông về "con người mới" vượt qua những hạn chế của tư duy máy móc gợi nhớ Nietzsche với tác phẩm Beyond Good and Evil; quan điểm cổ vũ tự do tình dục tương đồng với D. H. Lawrence; và các liệu pháp "thiền động" của ông là kế thừa từ Wilhelm Reich.

### Cái tôi và tâm trí
Theo Osho mỗi người đều là một vị Phật với khả năng để giác ngộ, để yêu không cần điều kiện gì và để chủ động phản ứng thay vì bị động đối với cuộc sống, mặc dù cái tôi của mỗi người thường cản trở điều này. Cái tôi tự kết nối con người với các tiêu chuẩn xã hội và tạo ra các nhu cầu và mâu thuẫn giả tạo, gây ra một cảm nhận cái tôi tưởng tượng mà chỉ đóng vai trò rào cản của những ước mơ. Nếu không bị cản trở như vậy bản thể của con người có thể nở hoa trong một quá trình dịch chuyển từ ngoại vi vào trung tâm.
Osho đánh giá tâm trí đầu tiên và trước nhất là một cơ chế sống còn, nhân rộng các hành vi mang tính chiến lược đã giúp con người thành công trong quá khứ. Nhưng sự hấp dẫn của tâm trí đối với quá khứ, ông nói, đã làm con người mất đi khả năng sống thực sự trong hiện tại, khiến họ phải kiềm chế những cảm xúc chân thật và tự ngăn trở bản thân trải nghiệm sự vui tươi nảy sinh một cách tự nhiên khi sống với khoảnh khắc hiện tại: "Tâm trí không có khả năng vui vẻ tự thân... Nó chỉ nghĩ về niềm vui mà thôi." Kết quả là con người tự đầu độc chính mình với mọi kiểu điên loạn, ghen tỵ, và cảm giác không an toàn. Ông lập luận rằng sự đè nén tâm lý, thường được các nhà lãnh đạo tôn giáo ủng hộ, khiến cho những cảm giác bị đè nén trở nên nổi bật hơn, và việc đè nén tình dục dẫn đến những xã hội bị ám ảnh bởi tình dục. Thay vì đè nén cảm xúc, mọi người nên tin tưởng và chấp nhận bản thân mình vô điều kiện. Điều này không đơn thuần chỉ được hiểu theo góc độ trí tuệ, vì trí tuệ chỉ có thể đồng hóa nó như là một mảnh ghép của thông tin: thay vào đó hành thiền mới là điều cần thiết.

### Thiền
Osho cho rằng thiền không chỉ là một liệu pháp thực hành mà còn là một trạng thái nhận thức được duy trì trong từng thời điểm, một nhận thức tổng thể đánh thức cá nhân khỏi giấc ngủ của phản ứng cơ học được niềm tin và sự mong đợi điều khiển. Ông áp dụng tâm lý trị liệu phương Tây trong các giai đoạn chuẩn bị cho thiền định để con người nhận thức về các mô hình tinh thần và cảm xúc của chính họ.
Osho đã đề xuất hơn 100 kỹ thuật thiền định. Kỹ thuật "thiền động" của ông được đặc trưng bởi các giai đoạn hoạt động thể chất sau đó là sự im lặng. Kỹ thuật nổi tiếng nhất trong số này vẫn là Thiền động, được mô tả như là một mô hình thu nhỏ giáo lý của ông. Thiền động được thực hiện với mắt nhắm hoặc bịt mắt, bao gồm 5 giai đoạn, 4 trong số đó có âm nhạc kèm theo. Đầu tiên, người tham gia thiền sẽ có mười phút thở nhanh qua mũi. Mười phút của giai đoạn thứ hai là dành cho sự xúc động: "Hãy để bất cứ điều gì đang có xảy ra... Cười, la hét, khóc, nhảy, lắc-bất cứ điều gì bạn cảm thấy muốn làm, hãy làm điều đó!" Tiếp theo, trong mười phút mọi người bật nhảy lên xuống với cánh tay nâng lên, hét lên "Hu!" mỗi lần một người rơi xuống với bàn chân chạm đất. Ở giai đoạn thứ tư, giai đoạn im lặng, người tham gia thiền ngừng chuyển động đột ngột và hoàn toàn giữ nguyên bất động trong mười lăm phút, chứng kiến mọi thứ đang xảy ra. Giai đoạn cuối cùng của thiền bao gồm mười lăm phút khiêu vũ và ăn mừng.
Osho cũng phát triển các kỹ thuật thiền tích cực khác, chẳng hạn như kỹ năng thiền định "rung người" của Kundalini và thiền "đọc thầm" của Nadabrahma. Hai kỹ thuật trên mang tính ít hoạt động hơn, mặc dù chúng cũng bao gồm hoạt động thể lực loại này hoặc loại khác. Các phương pháp trị liệu thiền sau này của ông đòi hỏi các buổi thiền trong vài ngày, phương pháp "Bông hồng thần bí" gồm ba giờ cười mỗi ngày trong một tuần, ba giờ khóc mỗi ngày trong tuần thứ hai, và ba giờ thiền im lặng trong tuần thứ ba. Những quá trình "chứng kiến" này cho phép con người thực hiện "cú nhảy vào tâm thức". Osho tin rằng các phương pháp trị liệu dựa trên cảm xúc như vậy là cần thiết bởi vì con người năng động hiện đại rất khó ngồi yên và thực hiện thiền tĩnh, và một khi những phương pháp này đã tạo ra cho người tham gia một cái nhìn thoáng qua về thiền định thì họ có thể sử dụng các phương pháp khác mà không gặp khó khăn.

### Sannyas
Một yếu tố quan trọng khác là sự hiện diện của chính Osho như là một thầy tâm linh; "Một thầy tâm linh chia sẻ cuộc sống của mình với bạn, chứ không phải triết lý của ông ấy... Thầy không bao giờ làm bất cứ điều gì cho đệ tử cả." Sự khởi đầu ông hứa hẹn là một kết nối khác: "... nếu bản thể của bạn có thể giao tiếp với tôi, nó sẽ trở thành sự hòa tan vào nhau... Đây là hình thức giao tiếp cao nhất có thể: truyền dẫn mà không cần phải dùng lời nói. Bản thể chúng ta hòa tan vào nhau. Điều này chỉ có thể xảy ra khi bạn trở thành một đệ tử." Tuy nhiên, trung thành đến tận cùng với tư cách một thầy dạy tâm linh "tự chê bai chính mình", Osho thậm chí phá bỏ quyền lực của mình với các đệ tử, tuyên bố các giáo lý của ông không khác gì một trò chơi hay một trò đùa. Ông nhấn mạnh rằng bất cứ điều gì và mọi thứ có thể trở thành một cơ hội để thực hiện thiền định.

### Từ bỏ và "con người mới"
Osho cho rằng hình thức "neo-sannyas" của ông là một hình thức tâm linh hoàn toàn mới, hoặc là một trong những trường phái tâm linh đã từng tồn tại nhưng đã bị lãng quên. Ông nghĩ rằng các sannyas đạo Hindu truyền thống đã biến thành một hệ thống chối bỏ xã hội và bắt chước xã hội. Ông nhấn mạnh đến sự tự do hoàn toàn bên trong và trách nhiệm với chính mình, không đòi hỏi thay đổi hành vi bề ngoài, mà là một sự chuyển đổi ở chiều sâu hơn. Ham muốn cần được chấp nhận và vượt qua hơn là bị từ chối và ngăn cấm. Một khi việc nở hoa từ bên trong này đã diễn ra, những ham muốn như tình dục sẽ bị bỏ lại phía sau.
Osho nói rằng ông là "bậc thầy tâm linh của người giàu" và sự nghèo đói về vật chất không phải là một giá trị tinh thần đích thực. Bản thân ông đã chụp ảnh mặc quần áo xa hoa và đồng hồ làm thủ công và trong khi ở Oregon, mỗi ngày Osho lại lái một chiếc Rolls-Royce khác nhau - những đệ tử của ông muốn mua cho ông 365 chiếc, mỗi chiếc mỗi ngày cho mỗi ngày trong năm. Các bức ảnh quảng bá của những chiếc xe Rolls-Royce đã được gửi tới báo chí. Chúng có thể đã phản ánh cả sự ủng hộ của ông đối với sự giàu có và mong muốn kích động cảm giác của người Mỹ, giống như ông đã từng kích động những cảm giác của người Ấn Độ thời gian trước đó.
Osho mong muốn tạo ra một "con người mới" kết hợp tính tâm linh của Phật Tất đạt đa với niềm đam mê cuộc sống của nhân vật trong cuốn sách của Nikos Kazantzakis, Alexis Zorba – Con người hoan lạc: "Con người này phải chính xác và khách quan như một nhà khoa học... nhạy cảm, đầy tâm hồn, như một nhà thơ... và có gốc rễ cắm sâu trong cuộc sống của mình như một nhà huyền môn." Thuật ngữ "con người mới" của Osho áp dụng cho cả nam giới và phụ nữ, với vai trò mà ông coi là bổ sung cho nhau; thực tế, hầu hết các vị trí lãnh đạo của phong trào đều do phụ nữ nắm giữ. Người mới "Zorba Phật" này, không chối bỏ cả khoa học lẫn tâm linh mà bao gồm cả hai. Osho tin rằng con người đang bị đe doạ tuyệt chủng do dân số quá mức, do những vụ tàn sát hạt nhân sắp xảy ra và do những căn bệnh như AIDS, và nghĩ rằng nhiều bệnh tật của xã hội có thể được khắc phục bằng các phương tiện khoa học. Con người mới sẽ không còn bị mắc kẹt trong các thể chế xã hội như gia đình, hôn nhân, tư tưởng chính trị và tôn giáo. Về mặt này, Osho cũng có ý kiến tương tự như các bậc thầy về văn hoá đối kháng khác, và thậm chí giống một số nhà tư tưởng hậu hiện đại và giải cấu trúc.

### Cái chết êm ái cho những đứa trẻ tàn tật, mù, điếc và đần độn - chọn lọc gene
Osho đã nói nhiều lần về sự nguy hiểm của quá tải dân số, và ủng hộ việc hợp pháp hóa toàn cầu các biện pháp ngừa thai và phá thai. Ông mô tả các điều cấm kỵ trong tôn giáo như là hình sự, và lập luận rằng Tuyên ngôn Quốc tế Nhân quyền của Liên Hợp Quốc về "quyền sống" của con người đã bị những nhà hoạt động tôn giáo thao túng.
Theo Osho, người ta không có quyền duy trì một sự sống chỉ có đau khổ suốt đời: cuộc sống chỉ nên bắt đầu khi sinh nở, và thậm chí sau đó, "nếu một đứa trẻ bị điếc, câm, và chúng ta không thể làm gì cả, và cha mẹ nó sẵn lòng, đứa trẻ đó nên được ngủ vĩnh viễn" hơn là "có nguy cơ trở thành gánh nặng cho trái đất". Ông lập luận rằng điều này đơn giản giải phóng linh hồn của đứa trẻ để được sống trong một cơ thể khỏe mạnh khác: "Chỉ có cơ thể bị phân hủy thành những nguyên tố cơ bản, còn linh hồn sẽ lại bay vào một tử cung khác, không có gì bị phá hủy. Nếu bạn thực sự yêu đứa trẻ, bạn sẽ không muốn nó sống 70 năm trường chịu đựng đau khổ, bệnh tật, tuổi già. Vì vậy, ngay cả khi một đứa trẻ được sinh ra, nếu nó không có khả năng về mặt y khoa để có thể tận hưởng cuộc sống trọn vẹn với mọi giác quan, khỏe mạnh, thì tốt hơn là đứa trẻ đó nên đi vào giấc ngủ vĩnh cửu và được sinh ra ở một nơi khác với một cơ thể tốt hơn."
Osho nói rằng quyết định có con nên là một vấn đề y tế, và việc giám sát dân số và di truyền học phải được duy trì là lĩnh vực khoa học, tránh sự kiểm soát của các chính trị gia: "Nếu di truyền học nằm trong tay của Joseph Stalin, Adolf Hitler Benito Mussolini, số phận của thế giới sẽ ra sao? " Ông tin rằng nếu các việc này được giao cho đúng người, những biện pháp này có thể được sử dụng tốt: "Một khi chúng ta biết cách thay đổi chương trình, hàng ngàn khả năng sẽ mở ra. Bị tàn tật, mù, xấu xí - tất cả những điều này sẽ có thể được thay đổi."

### "Mười điều răn" của Osho
Trong những ngày đầu với tên cũ Acharya Rajneesh, một độc giả qua thư hỏi Osho về "Mười điều răn". Trả lời thư, Osho cho rằng đó là một vấn đề khó khăn vì ông chống lại bất cứ điều răn dạy nào, nhưng "chỉ với mục đích giải trí", đã nêu ra những điều sau đây:
| “ | 1. Không bao giờ tuân theo lệnh của bất cứ ai trừ khi nó đến từ bên trong bản thể bạn. 2. Không có Chúa nào khác ngoài chính cuộc sống. 3. Sự thật nằm trong chính bạn, đừng tìm kiếm nó ở nơi khác. 4. Tình yêu chính là cầu nguyện. 5. Trở thành hư không là cánh cửa của chân lý. Tính không là phương tiện, mục đích và thành tựu đạt đến. 6. Cuộc sống là bây giờ và ở đây. 7. Hãy sống tỉnh thức. 8. Đừng bơi - hãy nổi trôi theo dòng. 9. Chết trong từng khoảnh khắc để bạn có thể trở nên tươi mới mỗi khoảnh khắc. 10. Không tìm kiếm. Cái nào đang có, là hiện hữu. Hãy dừng lại và quan sát. | ” |

Ông gạch dưới các điều 3, 7, 9 and 10. Những ý tưởng được trình bày trong các điều răn này vẫn là nét chủ đạo không thay đổi trong phong trào của ông.

## Di sản

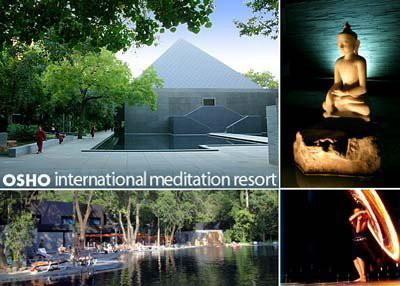
The Osho International Meditation Resort tại Pune, Ấn Độ, thu hút 200,000 khách tham quan mỗi năm.

Tuy giáo lý của Osho gặp phải sự phản đối mạnh mẽ ở quê nhà trong suốt cuộc đời của ông, đã có một sự thay đổi trong dư luận công cộng Ấn Độ kể từ khi Osho qua đời. Năm 1991, một tờ báo Ấn Độ có ảnh hưởng đã đưa Rajneesh cùng với những danh nhân như: Phật Gautama và Mahatma Gandhi vào danh sách 10 người đã thay đổi vận mệnh Ấn Độ; trong trường hợp của Osho, là đã "giải phóng trí óc của các thế hệ tương lai khỏi những xiềng xích của tín ngưỡng và sự tuân thủ theo khuôn mẫu". Osho đã nhận được nhiều lời khen ngợi ở quê hương ông kể từ khi ông chết hơn là khi còn sống. Trên tờ The Indian Express, nhà báo Tanweer Alam nhận định, "Osho là một thông dịch viên giỏi về những điều vô lý của xã hội mà đã hủy hoại hạnh phúc của con người." Tại lễ kỷ niệm năm 2006, đánh dấu kỷ niệm 75 năm ngày sinh Osho, ca sĩ Ấn Độ Wasifuddin Dagar nói rằng giáo lý của Osho "thích hợp trong môi trường hiện tại hơn bao giờ hết". Tại Nepal, đã có 60 trung tâm Rajneesh với gần 45.000 môn đệ tại thời điểm tháng 1 năm 2008. Toàn bộ tác phẩm của Osho đã được đặt trong Thư viện của Quốc hội Ấn Độ tại New Delhi. Những người nổi tiếng như Thủ tướng Ấn Độ Manmohan Singh và nhà văn Ấn Độ người Sikh Khushwant Singh đã bày tỏ sự ngưỡng mộ của họ đối với Osho. Nam diễn viên Bollywood và là đệ tử của Osho Vinod Khanna, người đã từng là người dọn vườn cho Osho tại Rajneeshpuram, làm Bộ trưởng Bộ Ngoại giao Ấn Độ từ 2003 đến 2004. Hơn 650 cuốn sách đã nhắc đến Osho, chép lại quan điểm của ông về các khía cạnh của sự tồn tại của con người. Hầu như tất cả các cuốn sách này đều là những kết quả của các bài thuyết giảng được ghi âm của ông. Sách của ông được dịch ra hơn 60 ngôn ngữ khác nhau và đã gia nhập danh sách bán chạy nhất ở các quốc gia như Ý và Hàn Quốc.
Sách của Osho tiếp tục được biết đến và xuất bản trên toàn thế giới trong lĩnh vực thiền và các tác phẩm được xuất bản của ông cũng bao gồm bình luận xã hội và chính trị. Việc chuyển ngữ các bài thuyết giảng của ông đã được xuất bản bằng hơn 60 thứ tiếng và với trên 200 nhà xuất bản khác nhau. Trên toàn thế giới, sau gần hai thập niên tranh cãi và một thập kỷ điều chỉnh, phong trào Rajneesh đã tạo vị trí cho chính mình trên thị trường của các tôn giáo mới. Những đồ đệ của Osho đã sắp xếp lại những đóng góp của ông, sắp xếp lại các yếu tố trung tâm trong thuyết giảng của ông để làm cho chúng trở thành ít gây tranh cãi hơn đối với người ngoài. Các đệ tử ở Bắc Mỹ và Tây Âu đã thỏa hiệp, kết hợp giáo lý của Osho với các chủ đề tâm linh khác như yoga và thiền. The Osho International Foundation (OIF) tổ chức các cuộc hội thảo để quản lý căng thẳng cho các khách hàng doanh nghiệp như IBM và BMW, với doanh thu hàng năm (số liệu năm 2000) từ 15 đến 45 triệu USD.
Công xã Osho tại Pune đã trở thành Osho International Meditation Resort, một trong những điểm đến du lịch của Ấn Độ. Mô tả chính bản thân nó là Esalen của phương Đông, công xã này giảng dạy nhiều kỹ thuật tâm linh từ một loạt các truyền thống tâm linh và tự quảng bá mình như một ốc đảo tinh thần, một "không gian thiêng liêng" để khám phá bản thân và kết hợp dục vọng của thân và tâm trong một bối cảnh đẹp với môi trường nghỉ mát. Theo báo cáo báo chí, nơi này thu hút khoảng 200.000 người từ khắp nơi trên thế giới mỗi năm; du khách nổi bật bao gồm các chính trị gia, cá nhân trong showbiz và Dalai Lama. Trước khi bất cứ ai được phép vào khu nghỉ mát, họ sẽ được kiểm tra HIV, và những người kết quả dương tính sẽ không được vào. Trong năm 2011, một cuộc hội thảo quốc gia về giáo lý của Osho đã được khánh thành tại Khoa Triết học của Trường Cao đẳng Mankunwarbai cho Phụ nữ tại Jabalpur. Được tài trợ bởi văn phòng Bhopal của Ủy ban Tài trợ Đại học, hội thảo đã tập trung vào việc giảng dạy "Zorba Phật" của Osho, tìm cách hòa hợp tinh thần với cách tiếp cận duy vật và khách quan.

## Đón nhận
Osho thường được coi là một trong những nhà lãnh đạo tinh thần gây nhiều tranh cãi nhất xuất hiện từ Ấn Độ trong thế kỷ XX. Thông điệp của Osho về tự do tình dục, tình cảm, tinh thần và thể chế, cũng như niềm vui thích của ông khi tạo ra các chủ đề gây tranh luận, khiến cả cuộc đời của ông luôn đi kèm với các tranh cãi. Osho được biết đến với biệt danh "đạo sư tình dục" ở Ấn Độ, và "đạo sư đi Rolls-Royce" ở Hoa Kỳ. Ông đã tấn công các khái niệm truyền thống về chủ nghĩa dân tộc, công khai bày tỏ sự khinh bỉ đối với các chính trị gia, và mỉa mai chế giễu các nhân vật hàng đầu của các tôn giáo khác nhau, đến lượt những người này lại thấy sự kiêu căng của Osho là không thể chịu nổi. Những giáo lý của ông về tình dục, hôn nhân, gia đình và các mối quan hệ đã mâu thuẫn với các giá trị truyền thống và gây ra nhiều giận dữ và phản đối trên khắp thế giới. Phong trào của ông đã bị ghê sợ và kinh tởm rộng rãi như một cuồng giáo. Osho đã được quan sát với cuộc sống "xa hoa đến mức đáng ghê tởm", trong khi những đệ tử đi theo ông hầu hết đã cắt đứt mối quan hệ với bạn bè và người thân bên ngoài, hiến tất cả hoặc phần lớn tài sản và tiền của họ cho công xã, và sống đơn giản chỉ ở mức "tự cung tự cấp".

### Đánh giá của các học giả tôn giáo
Các đánh giá học thuật về công trình của Rajneesh thường khác nhau và thường xuyên mâu thuẫn. Uday Mehta đã chỉ ra những sai sót trong việc giải thích Thiền và Phật giáo Đại Thừa của Osho: "những mâu thuẫn đáng kể và sự không thống nhất trong giáo lý của Osho" nhằm "khai thác" sự "thiếu hiểu biết và dễ tin" của thính giả. Nhà xã hội học Bob Mullan đã viết vào năm 1983 về việc Osho đã "mượn các chân lý, nửa sự thật và thỉnh thoảng xuyên tạc từ những truyền thống tâm linh vĩ đại... giáo lý thường là nhạt nhẽo, không chính xác, giả dối và rất mâu thuẫn." Hugh B. Urban cũng cho rằng các giáo lý của Osho không có gì độc đáo hay đặc biệt sâu sắc và kết luận rằng phần lớn nội dung của nó đã được vay mượn từ các triết lý phương Đông và phương Tây. Mặt khác, George Chryssides đã tìm thấy việc mô tả giáo lý của Osho như một "sự kết hợp" của những giáo lý tôn giáo khác nhau là không đúng bởi vì Osho "không phải là triết gia nghiệp dư". Nêu ra nền tảng học vấn của Osho, Chryssides đã tuyên bố rằng "Dù người nghe có chấp nhận giáo lý của Osho hay không, thì Osho cũng là người có trình độ trong việc truyền đạt ý tưởng của người khác." Ông đã mô tả Osho chủ yếu như là một người giảng dạy Phật giáo, phát huy một hình thức độc lập của "Beat Zen" và xem các khía cạnh không có hệ thống, mâu thuẫn và thái quá của giáo lý Osho như là phương thức tạo ra sự thay đổi trong con người, chứ không phải là các bài thuyết trình triết học nhằm hiểu biết về góc độ trí tuệ của chủ đề.
Tương tự như vậy đối với việc Osho kết hợp phong trào phản văn hoá phương Tây và phong trào tiềm năng con người, mặc dù Mullan thừa nhận rằng tầm nhìn và trí tuệ của Osho là siêu việt, và nhiều tuyên bố của Osho rất có chiều sâu và lay động lòng người, ông cảm nhận được "sự kết hợp của những ý tưởng chống văn hoá và hậu phản biện văn hoá" này tập trung vào tình yêu và tự do, sự cần thiết phải sống trong hiện tại, tầm quan trọng của bản thân, cảm giác "ổn thỏa", sự huyền bí của cuộc sống, cách sống vui vẻ, trách nhiệm của cá nhân đối với số mệnh của họ, và sự cần thiết phải buông bỏ bản ngã, sợ hãi và tội lỗi. Đối với Mehta, sức thu hút của Osho đối với các đệ tử phương Tây dựa trên các thí nghiệm xã hội của ông, tạo ra mối liên hệ triết học giữa truyền thống guru phương Đông và phong trào phát triển phương Tây. Ông coi đây là một chiến lược tiếp thị để đáp ứng mong muốn của các khán giả. Urban cũng xem giáo lý của Osho như là nỗ lực phủ nhận sự phân đôi giữa ham muốn tinh thần và vật chất, phản ánh sự ám ảnh về cơ thể và các đặc điểm tình dục của văn hoá tiêu dùng tư bản cận đại phù hợp với điều kiện kinh tế xã hội của thời đại Osho sống.
Peter B. Clarke đã xác nhận rằng hầu hết những người tham gia phong trào cảm thấy họ đã có tiến bộ trong việc tự hiện thực hóa theo định nghĩa của nhà tâm lý học người Mỹ Abraham Maslow và phong trào tiềm năng của con người. Ông tuyên bố rằng phong cách trị liệu Osho nghĩ ra, với thái độ tự do về tình dục như là một phần thiêng liêng của cuộc đời, đã chứng tỏ có ảnh hưởng trong số những người hành nghề trị liệu và những nhóm phong cách new age. Tuy nhiên, Clarke tin rằng động cơ chính của những người tìm kiếm tham gia phong trào là "không phải là liệu pháp hay tình dục, mà là triển vọng trở nên giác ngộ, theo nghĩa của Phật giáo cổ điển".
Vào năm 2005, Urban đã thấy rằng Osho có thái độ "phấn khởi rất đáng chú ý" sau khi trở lại Ấn Độ, đặc biệt là trong những năm kể từ khi Osho qua đời, ông mô tả Osho là một minh họa mạnh mẽ cho những gì F. Max Müller, cách đây hơn một thế kỷ, gọi là "vòng tròn trên toàn thế giới, qua đó, giống như dòng điện, tư tưởng phương Đông có thể chạy về phương Tây và tư tưởng Tây phương quay trở về phương Đông". Clarke cũng lưu ý rằng Osho đã được coi là "một bậc thầy tâm linh quan trọng trong chính quốc gia Ấn Độ", người "ngày càng được công nhận là một bậc thầy tâm linh chính của thế kỷ XX, đi đầu trong xu thế tâm linh dựa trên sự chấp nhận thế giới hiện nay dựa trên sự tự phát triển cá nhân".

## Sách đã dịch sang tiếng Việt
Thực ra Osho không viết sách, ông chỉ thực hiện các buổi nói chuyện trực tiếp, các sách đều dựa trên băng ghi âm của ông. Sau đây là danh sách xếp theo thứ tự ABC, phần lớn các sách này có thể tìm được từ khu vực sách trực tuyến:
| - Biến chuyển Mật tông - Bát Nhã Tâm Kinh - Bồ Đề Đạt Ma: thiền sư vĩ đại - Chu Dịch Vạn Sơn - Con Thuyền rỗng - Con đường Tôi: Con đường của mây trắng - Cuộc sống Tình yêu & Tiếng cười - Cương lĩnh Thiền - Dhammapada: Con đường của Phật - Dược khoa cho linh hồn - Hyakujo: Đỉnh Everest của Thiền - Hành trình nội tại - Hạt Cải Trời, Tập 1 - Isan: Không dấu chân trên trời xanh - Không Nước không Trăng - Khởi Nguyên và Tận Cùng - Kinh Kim Cương - Kỉ luật của siêu việt, tập 1 - Kỉ luật của siêu việt, tập 2 - Kyozan: Con người thực của thiền | - Maku: Tấm gương trống rỗng - Nansen: Điểm khởi hành - Ngón tay chỉ Trăng - Nhạc cổ trong rặng thông - Nhận biết - Niết bàn: cơn ác mộng cuối cùng - Om Mani Padme Hum (Vietnamese Edition) - Phật sự trống rỗng của Trái Tim - Rinzai: Bậc thầy của điều phi lý - Sách Không - Sáng Tạo - Tâm Kinh - Trưởng thành: Trách nhiệm là chính mình - Từ dục tới siêu tâm thức - Từ thuốc tới Thiền - Thiền: Tự do đầu tiên và cuối cùng - Thiền Trong Đời Sống - Thiền là gì - Thiền: Con Đường Nghịch Lý, Tập 1 - Thiền: Con Đường Nghịch Lý, Tập 3 - Vô trí: Hoa của vĩnh hằng |

Một số sách đã được xuất bản chính thức tại Việt Nam
Vì nhiều nguyên nhân nên không phải sách nào được dịch cũng được xuất bản, bảng danh sách dưới đây liệt kê những cuốn đã được xuất bản ra công chúng, chủ yếu dựa trên kết quả tìm kiếm ở các trang web bán sách: 
| - Thiền - Nghệ thuật Của Nhập Định - dịch giả: Nguyễn Đình Hách - Zorba Phật - Những Cuốn Sách Về Cách Sống Thiền - dịch giả: Nguyễn Đình Hách - Thuật Giả Kim Mới Hướng Bạn Vào Trong - Những Cuốn Sách Mới Về Cách Sống Thiền - dịch giả: Nguyễn Đình Hách - Sách Cam - Các Kỹ thuật Thiền Của Bhagwan Shree Rajneesh - dịch giả: Nguyễn Đình Hách - Mặt trời tâm thức - dịch giả: Nguyễn Đình Hách - Con đường hoàn hảo - dịch giả: Nguyễn Đình Hách - Những điều huyền bí tiềm ẩn - dịch giả: Nguyễn Đình Hách - Nghệ thuật cân bằng giữa sự sống và cái chết - dịch giả: Nguyễn Đình Hách - Luận Về Cuộc Đời - 365 Ngày Khai sáng Tâm Hồn - dịch giả: Lê Tuyên - Quà Tặng Của Tạo Hóa - Minh Triết Tình Yêu Và Siêu Thức - dịch giả: Lê Tuyên - Nguồn Cội (Tình Yêu - Tự Do Được Là Chính Mình) - dịch giả: Đông Nam - Lòng Trắc Ẩn - Sự Nở Hoa Cuối Cùng Của Tình Yêu - dịch giả: Minh Đức - Trực Giác - dịch giả: Minh Đức | - Niềm Vui Sướng - Hạnh Phúc Đến Từ Chính Tâm Hồn - dịch giả: Minh Đức - Hành Trình Nội Tại - Biên dịch: Chánh Tín - Ngón Tay Chỉ Trăng - Biên dịch: Chánh Tín - Osho - thực tại kẻ tội đồ vĩ đại nhất - Lý luận đà điểu - dịch giả: Thái An. Kiến Văn - Trưởng Thành Trách Nhiệm Là Chính Mình - dịch giả:̉ Ngô Trung Việt - Từ thuốc tới thiền - Cách thiền hỗ trợ cho mạnh khoẻ thể chất và tâm lý - dịch giả: Ngô Trung Việt - Dược Khoa Linh Hồn - dịch giả: Ngô Trung Việt - Nhận biết - chìa khóa sống trong cân bằng - dịch giả: Ngô Trung Việt - Tự do - dũng cảm là bản thân mình - dịch giả:̉ Ngô Trung Việt - Vui vẻ - hạnh phúc đến từ bên trong - dịch giả: Ngô Trung Việt - Tình yêu, tự do, một mình - dịch giả: Ngô Trung Việt - Cuộc Đời Của Luận Sư Ranjniesh Chandra - dịch giả: Đỗ Tư Nghĩa - Hạnh phúc tại tâm (có cùng nội dung với cuốn Vui vẻ: hạnh phúc tới từ bên trong) - dịch giả: Lê Thị Thanh Tâm. |

Có một số cuốn sách có cùng nội dung nhưng được dịch bởi nhiều dịch giả khác nhau.

## Sách trực tuyến
- Oshovietnam.org - Thư viện gồm trên 40 cuốn sách của Osho đã được dịch sang tiếng Việt, cho phép tải xuống miễn phí, ngoài ra còn video bài nói của ông và diễn đàn thảo luận. Định dạng của sách là pdf, ngoài ra một số cuốn còn có thêm định dạng prc, cả hai định dạng đều đọc được trên máy tính, prc còn có thể đọc trên thiết bị di động. Trang web cũng cho phép đọc sách trực tuyến thông qua trình duyệt.
- Một số sách tiếng Việt của Osho Lưu trữ ngày 6 tháng 4 năm 2010 tại Wayback Machine, gồm 4 cuốn do Sư cô Thích Nữ Minh Tâm dịch Việt: Ngón tay chỉ đường; Bát Nhã tâm kinh; Không nước không trăng; Tình yêu, tự do và một mình.
- Sách và nhiều video, băng ghi âm của Osho[liên kết hỏng] - Tiếng Anh

## Sách tham khảo
- Abbott, Carl (1990), "Utopia and Bureaucracy: The Fall of Rajneeshpuram, Oregon", The Pacific Historical Review, 59 (1): Pages 77–103.
- Aveling, Harry (1994), The Laughing Swamis, Delhi: Motilal Banarsidass, ISBN 81-208-1118-6.

- Aveling, Harry (ed.) (1999), Osho Rajneesh and His Disciples: Some Western Perceptions, Delhi: Motilal Banarsidass, ISBN 81-208-1599-8 {{Chú thích}}: |first= có tên chung (trợ giúp). (Includes studies by Susan J. Palmer, Lewis F. Carter, Roy Wallis, Carl Latkin, Ronald O. Clarke and others previously published in various academic journals.)

- Bhawuk, Dharm P. S. (2003), "Culture's influence on creativity: the case of Indian spirituality", International Journal of Intercultural Relations, 27 (1): Pages 1–22, doi:10.1016/S0147-1767(02)00059-7.
- Carter, Lewis F. (1987), "The "New Renunciates" of Bhagwan Shree Rajneesh: Observations and Identification of Problems of Interpreting New Religious Movements", Journal for the Scientific Study of Religion, 26 (2): Pages 148–172, doi:10.2307/1385791, reprinted in Aveling 1999, tr. 175–218.
- Carrette, Jeremy; King, Richard (2004), Selling Spirituality: The Silent Takeover of Religion, New York: Routledge, ISBN 0-41530-209-9.

- Carter, Lewis F. (1990), Charisma and Control in Rajneeshpuram: A Community without Shared Values, Cambridge: Cambridge University Press, ISBN 0-521-38554-7.

- Carus, W. Seth (2002), Bioterrorism and Biocrimes (PDF), The Minerva Group, Inc., ISBN 1-41010-023-5.

- Clarke, Ronald O. (1988), "The Narcissistic Guru: A Profile of Bhagwan Shree Rajneesh", Free Inquiry (Spring 1988): Pages 33–35, 38–45, reprinted in Aveling 1999, tr. 55–89.
- FitzGerald, Frances (ngày 22 tháng 9 năm 1986), "Rajneeshpuram", The New Yorker{{Chú thích}}:  Quản lý CS1: ngày tháng và năm (liên kết).

- FitzGerald, Frances (ngày 29 tháng 9 năm 1986), "Rajneeshpuram", The New Yorker{{Chú thích}}:  Quản lý CS1: ngày tháng và năm (liên kết).

- Forsthoefel, Thomas A.; Humes, Cynthia Ann (eds.) (2005), Gurus in America, Albany, NY: State University of New York Press, ISBN 0-7914-6574-8 {{Chú thích}}: |first2= có tên chung (trợ giúp).

- Fox, Judith M. (2002), Osho Rajneesh – Studies in Contemporary Religion Series, No. 4, Salt Lake City: Signature Books, ISBN 1-56085-156-2.

- Galanter, Marc (ed.) (1989), Cults and New Religious Movements: A Report of the American Psychiatric Association, American Psychiatric Publishers, ISBN 0890422125 {{Chú thích}}: |first= có tên chung (trợ giúp).

- Goldman, Marion S. (1991), "Reviewed Work(s): Charisma and Control in Rajneeshpuram: The Role of Shared Values in the Creation of a Community by Lewis F. Carter", Journal for the Scientific Study of Religion, 30 (4): 557–558, doi:10.2307/1387299.
- Gordon, James S. (1987), The Golden Guru, Lexington, MA: The Stephen Greene Press, ISBN 0-8289-0630-0.

- Heelas, Paul (1996), The New Age Movement: Religion, Culture and Society in the Age of Postmodernity, Oxford: Wiley-Blackwell, ISBN 0-631-19332-4.

- Huth, Fritz-Reinhold (1993), Das Selbstverständnis des Bhagwan Shree Rajneesh in seinen Reden über Jesus, Frankfurt am Main: Verlag Peter Lang GmbH (Studia Irenica, vol. 36), ISBN 3-631-45987-4 (tiếng Đức).

- Joshi, Vasant (1982), The Awakened One, San Francisco, CA: Harper and Row, ISBN 0-06-064205-X.

- Latkin, Carl A. (1992), "Seeing Red: A Social-Psychological Analysis", Sociological Analysis, 53 (3): Pages 257–271, doi:10.2307/3711703, reprinted in Aveling 1999, tr. 337–361.
- Lewis, James R.; Petersen, Jesper Aagaard (eds.) (2005), Controversial New Religions, New York: Oxford University Press, ISBN 019515682X {{Chú thích}}: |first2= có tên chung (trợ giúp).

- Mangalwadi, Vishal (1992), The World of Gurus, Chicago: Cornerstone Press, ISBN 0-940895-03-X.

- Maslin, Janet (ngày 13 tháng 11 năm 1981), "Ashram (1981) Life at an Ashram, Search for Inner Peace (movie review)", New York Times.

- Mehta, Gita (1994), Karma Cola: Marketing the Mystic East, New York: Vintage, ISBN 0679754334.

- Mehta, Uday (1993), Modern Godmen in India: A Sociological Appraisal, Mumbai: Popular Prakashan, ISBN 81-7154-708-7.

- Meredith, George (1988), Bhagwan: The Most Godless Yet the Most Godly Man, Pune: Rebel Publishing House (By Osho's personal physician.)

- Milne, Hugh (1986), Bhagwan: The God That Failed, London: Caliban Books, ISBN 0-85066-006-9 {{Chú thích}}: Kiểm tra giá trị |isbn=: giá trị tổng kiểm (trợ giúp). (By Osho's one-time bodyguard.)

- Mullan, Bob (1983), Life as Laughter: Following Bhagwan Shree Rajneesh, London, Boston, Melbourne and Henley: Routledge & Kegan Paul Books Ltd, ISBN 0-7102-0043-9.

- Osho (2000), Autobiography of a Spiritually Incorrect Mystic, New York, NY: St. Martin's Griffin, ISBN 0-312-25457-1.

- Osho (1985), Glimpses of a Golden Childhood, Rajneeshpuram: Rajneesh Foundation International, ISBN 0-88050-715-2; Rebel Publishing House edition (1998) ISBN 81-7261-072-6.

- Palmer, Susan J. (1988), "Charisma and Abdication: A Study of the Leadership of Bhagwan Shree Rajneesh", Sociological Analysis, 49 (2): Pages 119–135, doi:10.2307/3711009, reprinted in Aveling 1999, tr. 363–394.
- Palmer, Susan J.; Sharma, Arvind (eds.) (1993), The Rajneesh Papers: Studies in a New Religious Movement, Delhi: Motilal Banarsidass, ISBN 81-208-1080-5 {{Chú thích}}: |first2= có tên chung (trợ giúp).

- Prasad, Ram Chandra (1978), Rajneesh: The Mystic of Feeling, Delhi: Motilal Banarsidass, ISBN 0896840239.

- Sam (1997), Life of Osho (PDF), London: Sannyas.

- Shunyo, Ma Prem (1993), My Diamond Days with Osho: The New Diamond Sutra, Delhi: Motilal Banarsidass, ISBN 81-208-1111-9.

- Sloterdijk, Peter (1996), Selbstversuch: Ein Gespräch mit Carlos Oliveira, München, Wien: Carl Hanser Verlag, ISBN 3-446-18769-3 (tiếng Đức).

- Storr, Anthony (1996), Feet of Clay – A Study of Gurus, London: Harper Collins, ISBN 000-255563-8.

- Süss, Joachim (1996), Bhagwans Erbe: Die Osho-Bewegung heute, Munich: Claudius Verlag, ISBN 3-532-64010-4 (tiếng Đức).

- Urban, Hugh B. (1996), "Zorba The Buddha: Capitalism, Charisma and the Cult of Bhagwan Shree Rajneesh", Religion, 26 (2): Pages 161–182, doi:10.1006/reli.1996.0013.
- Urban, Hugh B. (2003), Tantra: Sex, Secrecy, Politics, and Power in the Study of Religion, Berkeley, CA: University of California Press, ISBN 0-520-23656-4.

- Wallis, Roy (1986), "Religion as Fun? The Rajneesh Movement", Sociological Theory, Religion and Collective Action, Queen's University, Belfast: Pages 191–224, reprinted in Aveling 1999, tr. 129–161.